# Llista d'asteroides (452001-453000)
Llista d'asteroides del 452.001 al 453.000, amb data de descoberta i descobridor. És un fragment de la llista d'asteroides completa. Als asteroides se'ls dona un número quan es confirma la seva òrbita, per tant apareixen llistats aproximadament segons la data de descobriment.

## 452001–452100
| Nom    | Designació provisional | Data de descobriment   | Lloc de descobriment | Descobridor/s     |
| ------ | ---------------------- | ---------------------- | -------------------- | ----------------- |
| 452001 | 2014 OP46              | 3 de novembre de 2004  | Kitt Peak            | Spacewatch        |
| 452002 | 2014 OG48              | 27 de novembre de 2010 | Mount Lemmon         | Mt. Lemmon Survey |
| 452003 | 2014 OR48              | 12 de setembre de 2004 | Kitt Peak            | Spacewatch        |
| 452004 | 2014 OA54              | 28 d'octubre de 2010   | Mount Lemmon         | Mt. Lemmon Survey |
| 452005 | 2014 OL54              | 2 de novembre de 2010  | Mount Lemmon         | Mt. Lemmon Survey |
| 452006 | 2014 OX57              | 10 de maig de 2005     | Mount Lemmon         | Mt. Lemmon Survey |
| 452007 | 2014 OB67              | 5 de gener de 2000     | Kitt Peak            | Spacewatch        |
| 452008 | 2014 OU87              | 27 de setembre de 2006 | Mount Lemmon         | Mt. Lemmon Survey |
| 452009 | 2014 OO88              | 3 d'abril de 2008      | Kitt Peak            | Spacewatch        |
| 452010 | 2014 OO90              | 27 de desembre de 2006 | Mount Lemmon         | Mt. Lemmon Survey |
| 452011 | 2014 OT92              | 18 d'octubre de 2006   | Kitt Peak            | Spacewatch        |
| 452012 | 2014 OC93              | 29 de juliol de 2009   | Kitt Peak            | Spacewatch        |
| 452013 | 2014 OA97              | 18 de setembre de 2010 | Mount Lemmon         | Mt. Lemmon Survey |
| 452014 | 2014 OJ104             | 25 d'agost de 2004     | Kitt Peak            | Spacewatch        |
| 452015 | 2014 OO114             | 17 d'octubre de 1995   | Kitt Peak            | Spacewatch        |
| 452016 | 2014 OX114             | 20 de gener de 2012    | Mount Lemmon         | Mt. Lemmon Survey |
| 452017 | 2014 OO117             | 31 de març de 2008     | Kitt Peak            | Spacewatch        |
| 452018 | 2014 OJ119             | 11 de setembre de 2004 | Kitt Peak            | Spacewatch        |
| 452019 | 2014 OU119             | 9 de gener de 2011     | Kitt Peak            | Spacewatch        |
| 452020 | 2014 OG120             | 26 de febrer de 2008   | Mount Lemmon         | Mt. Lemmon Survey |
| 452021 | 2014 OL122             | 5 de juliol de 2005    | Kitt Peak            | Spacewatch        |
| 452022 | 2014 OD124             | 19 de setembre de 2010 | Kitt Peak            | Spacewatch        |
| 452023 | 2014 OG125             | 24 de novembre de 2011 | Mount Lemmon         | Mt. Lemmon Survey |
| 452024 | 2014 OY125             | 10 de novembre de 2010 | Mount Lemmon         | Mt. Lemmon Survey |
| 452025 | 2014 OS135             | 17 de març de 2013     | Kitt Peak            | Spacewatch        |
| 452026 | 2014 OA138             | 23 de novembre de 2006 | Kitt Peak            | Spacewatch        |
| 452027 | 2014 OE141             | 22 de maig de 2003     | Kitt Peak            | Spacewatch        |
| 452028 | 2014 OD151             | 30 de setembre de 2006 | Mount Lemmon         | Mt. Lemmon Survey |
| 452029 | 2014 OC152             | 21 de febrer de 2007   | Mount Lemmon         | Mt. Lemmon Survey |
| 452030 | 2014 OP154             | 7 de juliol de 2010    | WISE                 | WISE              |
| 452031 | 2014 OL155             | 26 de setembre de 2009 | Mount Lemmon         | Mt. Lemmon Survey |
| 452032 | 2014 OO165             | 13 d'octubre de 2010   | Mount Lemmon         | Mt. Lemmon Survey |
| 452033 | 2014 OQ165             | 7 d'octubre de 2004    | Socorro              | LINEAR            |
| 452034 | 2014 OD166             | 22 de juliol de 2006   | Mount Lemmon         | Mt. Lemmon Survey |
| 452035 | 2014 OQ166             | 8 de novembre de 2010  | Mount Lemmon         | Mt. Lemmon Survey |
| 452036 | 2014 OC167             | 24 de setembre de 2006 | Kitt Peak            | Spacewatch        |
| 452037 | 2014 OW167             | 22 de setembre de 2009 | Mount Lemmon         | Mt. Lemmon Survey |
| 452038 | 2014 OM169             | 23 de setembre de 2009 | Kitt Peak            | Spacewatch        |
| 452039 | 2014 OB178             | 17 de setembre de 2009 | Mount Lemmon         | Mt. Lemmon Survey |
| 452040 | 2014 OF179             | 6 de desembre de 2010  | Kitt Peak            | Spacewatch        |
| 452041 | 2014 OG181             | 9 de juliol de 2010    | WISE                 | WISE              |
| 452042 | 2014 OG199             | 19 de desembre de 2004 | Mount Lemmon         | Mt. Lemmon Survey |
| 452043 | 2014 OQ202             | 6 de febrer de 2008    | Catalina             | CSS               |
| 452044 | 2014 OX209             | 12 de març de 2007     | Mount Lemmon         | Mt. Lemmon Survey |
| 452045 | 2014 OT216             | 31 de desembre de 2011 | Kitt Peak            | Spacewatch        |
| 452046 | 2014 OY239             | 28 de març de 2008     | Kitt Peak            | Spacewatch        |
| 452047 | 2014 OD240             | 15 d'agost de 2009     | Kitt Peak            | Spacewatch        |
| 452048 | 2014 OF240             | 16 de març de 2007     | Mount Lemmon         | Mt. Lemmon Survey |
| 452049 | 2014 OC243             | 26 de novembre de 2005 | Mount Lemmon         | Mt. Lemmon Survey |
| 452050 | 2014 OL243             | 8 d'octubre de 2007    | Mount Lemmon         | Mt. Lemmon Survey |
| 452051 | 2014 OA246             | 31 de gener de 2009    | Kitt Peak            | Spacewatch        |
| 452052 | 2014 OA253             | 27 d'agost de 2009     | Kitt Peak            | Spacewatch        |
| 452053 | 2014 OP253             | 25 de març de 2008     | Kitt Peak            | Spacewatch        |
| 452054 | 2014 OG274             | 16 d'octubre de 2009   | Mount Lemmon         | Mt. Lemmon Survey |
| 452055 | 2014 ON274             | 29 de desembre de 2005 | Kitt Peak            | Spacewatch        |
| 452056 | 2014 OZ280             | 5 d'abril de 2008      | Mount Lemmon         | Mt. Lemmon Survey |
| 452057 | 2014 OB286             | 9 d'octubre de 2004    | Kitt Peak            | Spacewatch        |
| 452058 | 2014 OW301             | 30 de setembre de 2010 | Mount Lemmon         | Mt. Lemmon Survey |
| 452059 | 2014 OW303             | 9 de febrer de 2008    | Mount Lemmon         | Mt. Lemmon Survey |
| 452060 | 2014 OV304             | 30 de setembre de 2010 | Mount Lemmon         | Mt. Lemmon Survey |
| 452061 | 2014 OU305             | 11 d'octubre de 2004   | Kitt Peak            | Spacewatch        |
| 452062 | 2014 OY308             | 9 de juliol de 2005    | Kitt Peak            | Spacewatch        |
| 452063 | 2014 ON310             | 18 de gener de 2013    | Kitt Peak            | Spacewatch        |
| 452064 | 2014 OE311             | 18 d'octubre de 2006   | Kitt Peak            | Spacewatch        |
| 452065 | 2014 OC313             | 11 d'octubre de 2005   | Kitt Peak            | Spacewatch        |
| 452066 | 2014 OP324             | 19 de novembre de 2006 | Catalina             | CSS               |
| 452067 | 2014 OY330             | 1 de març de 2008      | Kitt Peak            | Spacewatch        |
| 452068 | 2014 OE333             | 23 de febrer de 2007   | Mount Lemmon         | Mt. Lemmon Survey |
| 452069 | 2014 OD334             | 8 de maig de 2008      | Mount Lemmon         | Mt. Lemmon Survey |
| 452070 | 2014 OR340             | 10 de setembre de 2004 | Kitt Peak            | Spacewatch        |
| 452071 | 2014 OE351             | 3 d'octubre de 2005    | Kitt Peak            | Spacewatch        |
| 452072 | 2014 ON353             | 2 de desembre de 2005  | Kitt Peak            | Spacewatch        |
| 452073 | 2014 OS353             | 29 d'octubre de 2010   | Mount Lemmon         | Mt. Lemmon Survey |
| 452074 | 2014 OQ358             | 30 de gener de 2006    | Kitt Peak            | Spacewatch        |
| 452075 | 2014 OW365             | 3 d'octubre de 2008    | Mount Lemmon         | Mt. Lemmon Survey |
| 452076 | 2014 OQ377             | 29 de setembre de 2005 | Mount Lemmon         | Mt. Lemmon Survey |
| 452077 | 2014 OR380             | 6 de maig de 2002      | Kitt Peak            | Spacewatch        |
| 452078 | 2014 OG382             | 8 d'abril de 2013      | Mount Lemmon         | Mt. Lemmon Survey |
| 452079 | 2014 OC385             | 17 de desembre de 2007 | Mount Lemmon         | Mt. Lemmon Survey |
| 452080 | 2014 OJ386             | 4 de setembre de 2010  | Mount Lemmon         | Mt. Lemmon Survey |
| 452081 | 2014 PC2               | 17 de febrer de 2007   | Mount Lemmon         | Mt. Lemmon Survey |
| 452082 | 2014 PR5               | 11 de setembre de 2004 | Kitt Peak            | Spacewatch        |
| 452083 | 2014 PL6               | 16 de juny de 2009     | Mount Lemmon         | Mt. Lemmon Survey |
| 452084 | 2014 PH18              | 24 de març de 2012     | Mount Lemmon         | Mt. Lemmon Survey |
| 452085 | 2014 PG19              | 23 de gener de 2006    | Kitt Peak            | Spacewatch        |
| 452086 | 2014 PK30              | 12 de setembre de 2007 | Catalina             | CSS               |
| 452087 | 2014 PO32              | 11 d'abril de 2013     | Mount Lemmon         | Mt. Lemmon Survey |
| 452088 | 2014 PZ33              | 14 de novembre de 2001 | Kitt Peak            | Spacewatch        |
| 452089 | 2014 PA45              | 26 de febrer de 2008   | Mount Lemmon         | Mt. Lemmon Survey |
| 452090 | 2014 PD55              | 2 de maig de 2013      | Mount Lemmon         | Mt. Lemmon Survey |
| 452091 | 2014 QV31              | 17 de desembre de 2009 | Mount Lemmon         | Mt. Lemmon Survey |
| 452092 | 2014 QA34              | 10 de març de 2008     | Mount Lemmon         | Mt. Lemmon Survey |
| 452093 | 2014 QL34              | 9 de gener de 2010     | Kitt Peak            | Spacewatch        |
| 452094 | 2014 QH35              | 2 de gener de 2011     | Mount Lemmon         | Mt. Lemmon Survey |
| 452095 | 2014 QM35              | 24 de juny de 2014     | Kitt Peak            | Spacewatch        |
| 452096 | 2014 QN35              | 1 de febrer de 2012    | Kitt Peak            | Spacewatch        |
| 452097 | 2014 QB36              | 15 de setembre de 2010 | Kitt Peak            | Spacewatch        |
| 452098 | 2014 QW50              | 18 d'agost de 2009     | Kitt Peak            | Spacewatch        |
| 452099 | 2014 QJ83              | 24 de juny de 1995     | Kitt Peak            | Spacewatch        |
| 452100 | 2014 QD99              | 16 de febrer de 2007   | Mount Lemmon         | Mt. Lemmon Survey |

## 452101–452200
| Nom    | Designació provisional | Data de descobriment   | Lloc de descobriment | Descobridor/s                                             |
| ------ | ---------------------- | ---------------------- | -------------------- | --------------------------------------------------------- |
| 452101 | 2014 QD161             | 25 de febrer de 2007   | Mount Lemmon         | Mt. Lemmon Survey                                         |
| 452102 | 2014 QS185             | 11 d'abril de 2008     | Mount Lemmon         | Mt. Lemmon Survey                                         |
| 452103 | 2014 QV202             | 22 d'abril de 2007     | Mount Lemmon         | Mt. Lemmon Survey                                         |
| 452104 | 2014 QB269             | 17 de setembre de 2009 | Mount Lemmon         | Mt. Lemmon Survey                                         |
| 452105 | 2014 QM283             | 12 de desembre de 2004 | Kitt Peak            | Spacewatch                                                |
| 452106 | 2014 QV283             | 3 de novembre de 2010  | Kitt Peak            | Spacewatch                                                |
| 452107 | 2014 QN284             | 22 d'abril de 2007     | Mount Lemmon         | Mt. Lemmon Survey                                         |
| 452108 | 2014 QZ309             | 26 de març de 2007     | Mount Lemmon         | Mt. Lemmon Survey                                         |
| 452109 | 2014 QS342             | 1 de febrer de 2012    | Kitt Peak            | Spacewatch                                                |
| 452110 | 2014 QC372             | 18 de març de 2001     | Kitt Peak            | Spacewatch                                                |
| 452111 | 2014 QY395             | 11 de setembre de 2005 | Kitt Peak            | Spacewatch                                                |
| 452112 | 2014 QD400             | 25 de març de 2007     | Mount Lemmon         | Mt. Lemmon Survey                                         |
| 452113 | 2014 QX412             | 30 de gener de 2006    | Kitt Peak            | Spacewatch                                                |
| 452114 | 2014 QA425             | 19 de gener de 2012    | Mount Lemmon         | Mt. Lemmon Survey                                         |
| 452115 | 2014 RJ1               | 13 de març de 2012     | Mount Lemmon         | Mt. Lemmon Survey                                         |
| 452116 | 2014 RD23              | 8 de desembre de 2010  | Mount Lemmon         | Mt. Lemmon Survey                                         |
| 452117 | 2014 RM24              | 23 d'abril de 2001     | Kitt Peak            | Spacewatch                                                |
| 452118 | 2014 RP31              | 3 de febrer de 2006    | Mount Lemmon         | Mt. Lemmon Survey                                         |
| 452119 | 2014 RU34              | 30 de novembre de 2005 | Kitt Peak            | Spacewatch                                                |
| 452120 | 2014 RK36              | 26 de setembre de 2006 | Kitt Peak            | Spacewatch                                                |
| 452121 | 2014 SB37              | 11 d'abril de 2007     | Kitt Peak            | Spacewatch                                                |
| 452122 | 2014 SB221             | 17 de gener de 2005    | Kitt Peak            | Spacewatch                                                |
| 452123 | 2014 SW225             | 26 d'octubre de 2005   | Kitt Peak            | Spacewatch                                                |
| 452124 | 2014 US14              | 2 d'octubre de 2003    | Kitt Peak            | Spacewatch                                                |
| 452125 | 2014 WL40              | 9 de juliol de 2004    | Socorro              | LINEAR                                                    |
| 452126 | 2014 WX66              | 13 de juny de 2007     | Kitt Peak            | Spacewatch                                                |
| 452127 | 2015 FU223             | 23 de març de 1995     | Kitt Peak            | Spacewatch                                                |
| 452128 | 2015 KX120             | 7 d'abril de 2003      | Kitt Peak            | Spacewatch                                                |
| 452129 | 2015 OR                | 27 de setembre de 2000 | Socorro              | LINEAR                                                    |
| 452130 | 2015 OT39              | 19 de juliol de 2004   | Anderson Mesa        | LONEOS                                                    |
| 452131 | 2015 OM73              | 1 de desembre de 2004  | Catalina             | CSS                                                       |
| 452132 | 2015 PV                | 30 de setembre de 1999 | Catalina             | CSS                                                       |
| 452133 | 2015 PT293             | 19 de maig de 2010     | WISE                 | WISE                                                      |
| 452134 | 2015 PH303             | 10 d'octubre de 2010   | Mount Lemmon         | Mt. Lemmon Survey                                         |
| 452135 | 2015 PS307             | 23 de gener de 2006    | Mount Lemmon         | Mt. Lemmon Survey                                         |
| 452136 | 2015 PL308             | 23 de setembre de 2004 | Kitt Peak            | Spacewatch                                                |
| 452137 | 2015 PZ308             | 25 d'abril de 2003     | Kitt Peak            | Spacewatch                                                |
| 452138 | 2015 PV310             | 5 de maig de 2000      | Kitt Peak            | Spacewatch                                                |
| 452139 | 2015 QU                | 29 de desembre de 2003 | Kitt Peak            | Spacewatch                                                |
| 452140 | 2015 QR9               | 2 de novembre de 2007  | Mount Lemmon         | Mt. Lemmon Survey                                         |
| 452141 | 2015 QY10              | 23 d'octubre de 2005   | Catalina             | CSS                                                       |
| 452142 | 2015 QG11              | 9 de febrer de 2005    | Kitt Peak            | Spacewatch                                                |
| 452143 | 2015 RN18              | 13 de setembre de 2007 | Kitt Peak            | Spacewatch                                                |
| 452144 | 2015 RL19              | 11 d'octubre de 1977   | Palomar              | van Houten, C. J., van Houten-Groeneveld, I., Gehrels, T. |
| 452145 | 2015 RP28              | 2 d'octubre de 2000    | Kitt Peak            | Spacewatch                                                |
| 452146 | 2015 RC30              | 11 de setembre de 2004 | Kitt Peak            | Spacewatch                                                |
| 452147 | 2015 RL30              | 1 d'octubre de 2005    | Catalina             | CSS                                                       |
| 452148 | 2015 RA31              | 19 de juny de 2009     | Kitt Peak            | Spacewatch                                                |
| 452149 | 2015 RG33              | 2 de desembre de 2010  | Mount Lemmon         | Mt. Lemmon Survey                                         |
| 452150 | 2015 RB35              | 2 de desembre de 2005  | Kitt Peak            | Spacewatch                                                |
| 452151 | 2015 RN37              | 9 d'octubre de 2004    | Kitt Peak            | Spacewatch                                                |
| 452152 | 2015 RR38              | 24 de gener de 1996    | Kitt Peak            | Spacewatch                                                |
| 452153 | 2015 RZ38              | 11 de desembre de 2004 | Kitt Peak            | Spacewatch                                                |
| 452154 | 2015 RZ47              | 11 d'octubre de 2010   | Catalina             | CSS                                                       |
| 452155 | 2015 RB48              | 12 de setembre de 2004 | Kitt Peak            | Spacewatch                                                |
| 452156 | 2015 RX51              | 10 de març de 2008     | Kitt Peak            | Spacewatch                                                |
| 452157 | 2015 RJ53              | 29 d'agost de 2005     | Kitt Peak            | Spacewatch                                                |
| 452158 | 2015 RM54              | 22 de setembre de 2004 | Kitt Peak            | Spacewatch                                                |
| 452159 | 2015 RH56              | 6 d'abril de 2008      | Mount Lemmon         | Mt. Lemmon Survey                                         |
| 452160 | 2015 RR56              | 9 de novembre de 2008  | Mount Lemmon         | Mt. Lemmon Survey                                         |
| 452161 | 2015 RY56              | 26 de setembre de 2006 | Mount Lemmon         | Mt. Lemmon Survey                                         |
| 452162 | 2015 RY57              | 3 de març de 2009      | Mount Lemmon         | Mt. Lemmon Survey                                         |
| 452163 | 2015 RZ63              | 17 de novembre de 2006 | Kitt Peak            | Spacewatch                                                |
| 452164 | 2015 RY65              | 3 de juny de 2010      | WISE                 | WISE                                                      |
| 452165 | 2015 RC69              | 21 d'octubre de 2011   | Kitt Peak            | Spacewatch                                                |
| 452166 | 2015 RV69              | 3 d'octubre de 2003    | Kitt Peak            | Spacewatch                                                |
| 452167 | 2015 RR72              | 6 d'abril de 2002      | Kitt Peak            | Spacewatch                                                |
| 452168 | 2015 RV72              | 9 de maig de 2010      | Mount Lemmon         | Mt. Lemmon Survey                                         |
| 452169 | 2015 RV74              | 30 d'agost de 2005     | Kitt Peak            | Spacewatch                                                |
| 452170 | 2015 RX74              | 25 d'abril de 2003     | Kitt Peak            | Spacewatch                                                |
| 452171 | 2015 RV75              | 1 de desembre de 2005  | Kitt Peak            | Spacewatch                                                |
| 452172 | 2015 RV80              | 3 de març de 2000      | Kitt Peak            | Spacewatch                                                |
| 452173 | 2015 RZ80              | 18 de novembre de 2011 | Mount Lemmon         | Mt. Lemmon Survey                                         |
| 452174 | 2015 RO81              | 30 de gener de 2004    | Kitt Peak            | Spacewatch                                                |
| 452175 | 2015 RX85              | 27 d'agost de 2006     | Kitt Peak            | Spacewatch                                                |
| 452176 | 2015 RH88              | 13 de novembre de 2002 | Socorro              | LINEAR                                                    |
| 452177 | 2015 RY88              | 6 d'abril de 2008      | Kitt Peak            | Spacewatch                                                |
| 452178 | 2015 RZ88              | 16 d'abril de 2010     | WISE                 | WISE                                                      |
| 452179 | 2015 RH89              | 8 de febrer de 2008    | Kitt Peak            | Spacewatch                                                |
| 452180 | 2015 RK89              | 28 de juliol de 2010   | WISE                 | WISE                                                      |
| 452181 | 2015 RQ89              | 13 d'octubre de 2004   | Kitt Peak            | Spacewatch                                                |
| 452182 | 2015 RT89              | 4 de febrer de 2005    | Catalina             | CSS                                                       |
| 452183 | 2015 RZ89              | 3 de març de 2006      | Kitt Peak            | Spacewatch                                                |
| 452184 | 2015 RP90              | 31 d'agost de 2000     | Socorro              | LINEAR                                                    |
| 452185 | 2015 RA91              | 2 de desembre de 2004  | Catalina             | CSS                                                       |
| 452186 | 2015 RM91              | 2 de desembre de 2005  | Kitt Peak            | Spacewatch                                                |
| 452187 | 2015 RL92              | 13 de març de 2002     | Socorro              | LINEAR                                                    |
| 452188 | 2015 RZ92              | 15 de maig de 2009     | Kitt Peak            | Spacewatch                                                |
| 452189 | 2015 RD95              | 20 d'octubre de 1998   | Kitt Peak            | Spacewatch                                                |
| 452190 | 2015 RE95              | 12 d'octubre de 2007   | Mount Lemmon         | Mt. Lemmon Survey                                         |
| 452191 | 2015 RE97              | 10 de desembre de 2004 | Kitt Peak            | Spacewatch                                                |
| 452192 | 2015 RG97              | 25 de novembre de 2009 | Kitt Peak            | Spacewatch                                                |
| 452193 | 2015 RK98              | 30 de desembre de 2005 | Mount Lemmon         | Mt. Lemmon Survey                                         |
| 452194 | 2015 RQ100             | 7 d'octubre de 2004    | Kitt Peak            | Spacewatch                                                |
| 452195 | 2015 RT101             | 16 de setembre de 2004 | Anderson Mesa        | LONEOS                                                    |
| 452196 | 2015 RB102             | 8 de maig de 2008      | Kitt Peak            | Spacewatch                                                |
| 452197 | 2015 RJ107             | 20 de desembre de 2004 | Mount Lemmon         | Mt. Lemmon Survey                                         |
| 452198 | 2015 RL108             | 20 de febrer de 2006   | Kitt Peak            | Spacewatch                                                |
| 452199 | 2015 RS108             | 22 de setembre de 2008 | Mount Lemmon         | Mt. Lemmon Survey                                         |
| 452200 | 2015 RW123             | 3 de desembre de 2004  | Kitt Peak            | Spacewatch                                                |

## 452201–452300
| Nom    | Designació provisional | Data de descobriment   | Lloc de descobriment | Descobridor/s        |
| ------ | ---------------------- | ---------------------- | -------------------- | -------------------- |
| 452201 | 2015 RU152             | 11 de setembre de 2007 | Kitt Peak            | Spacewatch           |
| 452202 | 2015 RV192             | 11 de febrer de 2002   | Socorro              | LINEAR               |
| 452203 | 2015 RJ194             | 28 de març de 2008     | Mount Lemmon         | Mt. Lemmon Survey    |
| 452204 | 2015 RK194             | 11 d'octubre de 2007   | Kitt Peak            | Spacewatch           |
| 452205 | 2015 RV195             | 1 d'octubre de 2005    | Mount Lemmon         | Mt. Lemmon Survey    |
| 452206 | 2015 RB197             | 28 de setembre de 2006 | Kitt Peak            | Spacewatch           |
| 452207 | 2015 RA200             | 10 d'octubre de 2004   | Kitt Peak            | Spacewatch           |
| 452208 | 2015 RW200             | 28 d'octubre de 2008   | Mount Lemmon         | Mt. Lemmon Survey    |
| 452209 | 2015 RZ200             | 13 d'abril de 2004     | Kitt Peak            | Spacewatch           |
| 452210 | 2015 RA201             | 24 de febrer de 2009   | Catalina             | CSS                  |
| 452211 | 2015 RE206             | 10 de novembre de 1996 | Kitt Peak            | Spacewatch           |
| 452212 | 2015 RN214             | 17 de novembre de 2006 | Kitt Peak            | Spacewatch           |
| 452213 | 2015 RC216             | 13 de setembre de 2005 | Kitt Peak            | Spacewatch           |
| 452214 | 2015 RZ216             | 25 d'octubre de 2005   | Kitt Peak            | Spacewatch           |
| 452215 | 2015 RN217             | 16 de setembre de 2006 | Kitt Peak            | Spacewatch           |
| 452216 | 2015 RP217             | 10 d'octubre de 1993   | Kitt Peak            | Spacewatch           |
| 452217 | 2015 RS217             | 27 de febrer de 2006   | Kitt Peak            | Spacewatch           |
| 452218 | 2015 RO218             | 19 de setembre de 1996 | Kitt Peak            | Spacewatch           |
| 452219 | 2015 RN220             | 1 de novembre de 2010  | Mount Lemmon         | Mt. Lemmon Survey    |
| 452220 | 2015 RT221             | 27 d'octubre de 2005   | Kitt Peak            | Spacewatch           |
| 452221 | 2015 RH230             | 15 d'abril de 2010     | Mount Lemmon         | Mt. Lemmon Survey    |
| 452222 | 2015 RL234             | 26 de gener de 2006    | Kitt Peak            | Spacewatch           |
| 452223 | 2015 RN236             | 4 de desembre de 2007  | Mount Lemmon         | Mt. Lemmon Survey    |
| 452224 | 2015 RK237             | 23 de gener de 2006    | Mount Lemmon         | Mt. Lemmon Survey    |
| 452225 | 2015 RZ237             | 27 d'octubre de 2008   | Mount Lemmon         | Mt. Lemmon Survey    |
| 452226 | 2015 RA238             | 8 de novembre de 2010  | Mount Lemmon         | Mt. Lemmon Survey    |
| 452227 | 2015 RJ238             | 5 de desembre de 2010  | Kitt Peak            | Spacewatch           |
| 452228 | 2015 RY241             | 21 d'octubre de 2007   | Mount Lemmon         | Mt. Lemmon Survey    |
| 452229 | 2015 RP242             | 1 de febrer de 2006    | Kitt Peak            | Spacewatch           |
| 452230 | 2015 RV242             | 20 d'abril de 2009     | Catalina             | CSS                  |
| 452231 | 2015 SD1               | 10 de juny de 2011     | Mount Lemmon         | Mt. Lemmon Survey    |
| 452232 | 2015 SB5               | 9 d'octubre de 2007    | Kitt Peak            | Spacewatch           |
| 452233 | 2015 SH5               | 18 d'agost de 2009     | Kitt Peak            | Spacewatch           |
| 452234 | 2015 SL7               | 30 de desembre de 2008 | Mount Lemmon         | Mt. Lemmon Survey    |
| 452235 | 2015 SX7               | 29 de juny de 1995     | Kitt Peak            | Spacewatch           |
| 452236 | 2015 SG10              | 8 de febrer de 2007    | Mount Lemmon         | Mt. Lemmon Survey    |
| 452237 | 2015 SO17              | 6 de febrer de 2008    | Catalina             | CSS                  |
| 452238 | 2015 SU18              | 27 d'agost de 2005     | Anderson Mesa        | LONEOS               |
| 452239 | 2015 SZ19              | 5 d'octubre de 2005    | Catalina             | CSS                  |
| 452240 | 2015 SD20              | 26 de juny de 2003     | Socorro              | LINEAR               |
| 452241 | 2015 TX1               | 5 d'abril de 2000      | Kitt Peak            | Spacewatch           |
| 452242 | 2015 TQ2               | 9 d'octubre de 2004    | Kitt Peak            | Spacewatch           |
| 452243 | 2015 TG3               | 11 d'octubre de 2004   | Kitt Peak            | Spacewatch           |
| 452244 | 2015 TC18              | 16 de desembre de 2004 | Anderson Mesa        | LONEOS               |
| 452245 | 2015 TX22              | 25 d'abril de 2007     | Mount Lemmon         | Mt. Lemmon Survey    |
| 452246 | 2015 TU76              | 18 de novembre de 2006 | Kitt Peak            | Spacewatch           |
| 452247 | 2015 TH79              | 7 d'abril de 2013      | Mount Lemmon         | Mt. Lemmon Survey    |
| 452248 | 2015 TG84              | 11 de juny de 2011     | Mount Lemmon         | Mt. Lemmon Survey    |
| 452249 | 2015 TH94              | 23 d'agost de 2008     | Siding Spring        | Siding Spring Survey |
| 452250 | 2015 TB101             | 11 de maig de 2010     | Mount Lemmon         | Mt. Lemmon Survey    |
| 452251 | 2015 TC101             | 1 de setembre de 2010  | Mount Lemmon         | Mt. Lemmon Survey    |
| 452252 | 2015 TJ103             | 9 de desembre de 2004  | Kitt Peak            | Spacewatch           |
| 452253 | 2015 TB117             | 17 de gener de 2010    | WISE                 | WISE                 |
| 452254 | 2015 TU118             | 1 de febrer de 2012    | Kitt Peak            | Spacewatch           |
| 452255 | 2015 TS119             | 7 de febrer de 1999    | Kitt Peak            | Spacewatch           |
| 452256 | 2015 TK120             | 14 de febrer de 2010   | WISE                 | WISE                 |
| 452257 | 2015 TW121             | 11 de febrer de 2008   | Mount Lemmon         | Mt. Lemmon Survey    |
| 452258 | 2015 TC122             | 19 de gener de 1994    | Kitt Peak            | Spacewatch           |
| 452259 | 2015 TM127             | 3 de febrer de 2000    | Kitt Peak            | Spacewatch           |
| 452260 | 2015 TY127             | 17 de maig de 2002     | Kitt Peak            | Spacewatch           |
| 452261 | 2015 TO128             | 20 de febrer de 2009   | Kitt Peak            | Spacewatch           |
| 452262 | 2015 TL132             | 25 de novembre de 2005 | Catalina             | CSS                  |
| 452263 | 2015 TY135             | 12 de maig de 2007     | Mount Lemmon         | Mt. Lemmon Survey    |
| 452264 | 2015 TH138             | 1 de desembre de 2005  | Kitt Peak            | Spacewatch           |
| 452265 | 2015 TG139             | 25 de gener de 2006    | Kitt Peak            | Spacewatch           |
| 452266 | 2015 TX142             | 15 de març de 2007     | Kitt Peak            | Spacewatch           |
| 452267 | 2015 TZ142             | 8 de novembre de 2007  | Mount Lemmon         | Mt. Lemmon Survey    |
| 452268 | 2015 TU145             | 9 d'octubre de 2004    | Kitt Peak            | Spacewatch           |
| 452269 | 2015 TX145             | 14 de febrer de 2004   | Kitt Peak            | Spacewatch           |
| 452270 | 2015 TD146             | 7 de setembre de 2004  | Kitt Peak            | Spacewatch           |
| 452271 | 2015 TA148             | 23 d'octubre de 2011   | Kitt Peak            | Spacewatch           |
| 452272 | 2015 TR150             | 11 de setembre de 2004 | Kitt Peak            | Spacewatch           |
| 452273 | 2015 TG156             | 4 de gener de 2006     | Kitt Peak            | Spacewatch           |
| 452274 | 2015 TE158             | 18 de novembre de 2007 | Kitt Peak            | Spacewatch           |
| 452275 | 2015 TP161             | 7 d'abril de 2005      | Kitt Peak            | Spacewatch           |
| 452276 | 2015 TB169             | 29 de desembre de 2008 | Mount Lemmon         | Mt. Lemmon Survey    |
| 452277 | 2015 TM169             | 4 d'abril de 2008      | Kitt Peak            | Spacewatch           |
| 452278 | 2015 TN169             | 11 d'abril de 2003     | Kitt Peak            | Spacewatch           |
| 452279 | 2015 TP174             | 31 de desembre de 2008 | Kitt Peak            | Spacewatch           |
| 452280 | 2015 TK179             | 22 de juny de 2011     | Mount Lemmon         | Mt. Lemmon Survey    |
| 452281 | 2015 TU179             | 1 d'abril de 2008      | Kitt Peak            | Spacewatch           |
| 452282 | 2015 TU199             | 16 de febrer de 2001   | Kitt Peak            | Spacewatch           |
| 452283 | 2015 TX199             | 30 d'octubre de 2005   | Mount Lemmon         | Mt. Lemmon Survey    |
| 452284 | 2015 TA202             | 11 de novembre de 2010 | Catalina             | CSS                  |
| 452285 | 2015 TS206             | 4 d'octubre de 2004    | Kitt Peak            | Spacewatch           |
| 452286 | 2015 TE208             | 9 de setembre de 2004  | Anderson Mesa        | LONEOS               |
| 452287 | 2015 TC209             | 3 d'abril de 2000      | Kitt Peak            | Spacewatch           |
| 452288 | 2015 TD209             | 13 de febrer de 2004   | Kitt Peak            | Spacewatch           |
| 452289 | 2015 TW209             | 7 de febrer de 2002    | Kitt Peak            | Spacewatch           |
| 452290 | 2015 TF210             | 3 de novembre de 2004  | Kitt Peak            | Spacewatch           |
| 452291 | 2015 TP223             | 4 d'octubre de 2004    | Kitt Peak            | Spacewatch           |
| 452292 | 2015 TS223             | 1 de novembre de 2000  | Socorro              | LINEAR               |
| 452293 | 2015 TF225             | 8 d'abril de 2010      | WISE                 | WISE                 |
| 452294 | 2015 TZ234             | 3 de setembre de 2008  | Kitt Peak            | Spacewatch           |
| 452295 | 2015 TO239             | 16 de desembre de 2003 | Kitt Peak            | Spacewatch           |
| 452296 | 2015 TS239             | 30 d'abril de 2009     | Kitt Peak            | Spacewatch           |
| 452297 | 2015 TU304             | 8 d'octubre de 2008    | Catalina             | CSS                  |
| 452298 | 2015 TW323             | 20 d'octubre de 2011   | Mount Lemmon         | Mt. Lemmon Survey    |
| 452299 | 1993 TX47              | 12 d'octubre de 1993   | La Silla             | Elst, E. W.          |
| 452300 | 1994 TC6               | 4 d'octubre de 1994    | Kitt Peak            | Spacewatch           |

## 452301–452400
| Nom    | Designació provisional | Data de descobriment   | Lloc de descobriment | Descobridor/s            |
| ------ | ---------------------- | ---------------------- | -------------------- | ------------------------ |
| 452301 | 1994 UU9               | 28 d'octubre de 1994   | Kitt Peak            | Spacewatch               |
| 452302 | 1995 YR1               | 20 de desembre de 1995 | Kitt Peak            | Spacewatch               |
| 452303 | 1996 RL1               | 9 de setembre de 1996  | Prescott             | Comba, P. G.             |
| 452304 | 1996 VC33              | 5 de novembre de 1996  | Kitt Peak            | Spacewatch               |
| 452305 | 1997 BN7               | 31 de gener de 1997    | Kitt Peak            | Spacewatch               |
| 452306 | 1997 GF29              | 12 d'abril de 1997     | Kitt Peak            | Spacewatch               |
| 452307 | 1997 XV11              | 5 de desembre de 1997  | Caussols             | ODAS                     |
| 452308 | 1998 SE34              | 26 de setembre de 1998 | Socorro              | LINEAR                   |
| 452309 | 1998 SA150             | 26 de setembre de 1998 | Socorro              | LINEAR                   |
| 452310 | 1998 UA14              | 23 d'octubre de 1998   | Kitt Peak            | Spacewatch               |
| 452311 | 1998 VS41              | 14 de novembre de 1998 | Kitt Peak            | Spacewatch               |
| 452312 | 1998 VC43              | 15 de novembre de 1998 | Kitt Peak            | Spacewatch               |
| 452313 | 1998 XR16              | 15 de desembre de 1998 | Socorro              | LINEAR                   |
| 452314 | 1999 LN28              | 12 de juny de 1999     | Socorro              | LINEAR                   |
| 452315 | 1999 VQ116             | 4 de novembre de 1999  | Kitt Peak            | Spacewatch               |
| 452316 | 1999 XV110             | 5 de desembre de 1999  | Catalina             | CSS                      |
| 452317 | 1999 XK219             | 15 de desembre de 1999 | Kitt Peak            | Spacewatch               |
| 452318 | 1999 XE260             | 7 de desembre de 1999  | Kitt Peak            | Spacewatch               |
| 452319 | 2000 AC44              | 2 de gener de 2000     | Kitt Peak            | Spacewatch               |
| 452320 | 2000 ER15              | 3 de març de 2000      | Kitt Peak            | Spacewatch               |
| 452321 | 2000 FP73              | 25 de març de 2000     | Kitt Peak            | Spacewatch               |
| 452322 | 2000 GG121             | 5 d'abril de 2000      | Kitt Peak            | Spacewatch               |
| 452323 | 2000 KQ39              | 24 de maig de 2000     | Kitt Peak            | Spacewatch               |
| 452324 | 2000 SZ99              | 23 de setembre de 2000 | Socorro              | LINEAR                   |
| 452325 | 2000 SC129             | 26 de setembre de 2000 | Socorro              | LINEAR                   |
| 452326 | 2000 SY129             | 22 de setembre de 2000 | Socorro              | LINEAR                   |
| 452327 | 2000 SX162             | 27 de setembre de 2000 | Kitt Peak            | Spacewatch               |
| 452328 | 2000 SR163             | 24 de setembre de 2000 | Socorro              | LINEAR                   |
| 452329 | 2000 SL166             | 23 de setembre de 2000 | Socorro              | LINEAR                   |
| 452330 | 2000 SJ314             | 28 de setembre de 2000 | Socorro              | LINEAR                   |
| 452331 | 2000 WC159             | 24 de novembre de 2000 | Bergisch Gladbach    | Bickel, W.               |
| 452332 | 2001 BG29              | 20 de gener de 2001    | Socorro              | LINEAR                   |
| 452333 | 2001 JO                | 2 de maig de 2001      | Palomar              | NEAT                     |
| 452334 | 2001 LB                | 1 de juny de 2001      | Socorro              | LINEAR                   |
| 452335 | 2001 OF113             | 21 de juliol de 2001   | Palomar              | NEAT                     |
| 452336 | 2001 QU218             | 23 d'agost de 2001     | Anderson Mesa        | LONEOS                   |
| 452337 | 2001 RB22              | 7 de setembre de 2001  | Socorro              | LINEAR                   |
| 452338 | 2001 RY60              | 12 de setembre de 2001 | Socorro              | LINEAR                   |
| 452339 | 2001 RY152             | 11 de setembre de 2001 | Socorro              | LINEAR                   |
| 452340 | 2001 ST127             | 24 d'agost de 2001     | Socorro              | LINEAR                   |
| 452341 | 2001 SE133             | 16 de setembre de 2001 | Socorro              | LINEAR                   |
| 452342 | 2001 SN158             | 17 de setembre de 2001 | Socorro              | LINEAR                   |
| 452343 | 2001 SD194             | 19 de setembre de 2001 | Socorro              | LINEAR                   |
| 452344 | 2001 SP202             | 19 de setembre de 2001 | Socorro              | LINEAR                   |
| 452345 | 2001 SU202             | 19 de setembre de 2001 | Socorro              | LINEAR                   |
| 452346 | 2001 SM285             | 22 de setembre de 2001 | Kitt Peak            | Spacewatch               |
| 452347 | 2001 SW339             | 21 de setembre de 2001 | Anderson Mesa        | LONEOS                   |
| 452348 | 2001 TG45              | 14 d'octubre de 2001   | Needville            | Needville                |
| 452349 | 2001 TA109             | 14 d'octubre de 2001   | Socorro              | LINEAR                   |
| 452350 | 2001 TH165             | 15 d'octubre de 2001   | Palomar              | NEAT                     |
| 452351 | 2001 TT188             | 14 d'octubre de 2001   | Socorro              | LINEAR                   |
| 452352 | 2001 TV212             | 25 de setembre de 2001 | Socorro              | LINEAR                   |
| 452353 | 2001 UR15              | 25 d'octubre de 2001   | Desert Eagle         | Yeung, W. K. Y.          |
| 452354 | 2001 UR54              | 18 d'octubre de 2001   | Socorro              | LINEAR                   |
| 452355 | 2001 UA106             | 20 d'octubre de 2001   | Socorro              | LINEAR                   |
| 452356 | 2001 UA147             | 23 d'octubre de 2001   | Socorro              | LINEAR                   |
| 452357 | 2001 UX189             | 18 d'octubre de 2001   | Palomar              | NEAT                     |
| 452358 | 2001 UC191             | 20 de setembre de 2001 | Kitt Peak            | Spacewatch               |
| 452359 | 2001 UH216             | 24 d'octubre de 2001   | Kitt Peak            | Spacewatch               |
| 452360 | 2001 VX51              | 20 de setembre de 2001 | Socorro              | LINEAR                   |
| 452361 | 2001 VD63              | 10 de novembre de 2001 | Socorro              | LINEAR                   |
| 452362 | 2001 VH125             | 15 de novembre de 2001 | Socorro              | LINEAR                   |
| 452363 | 2001 WO18              | 17 de novembre de 2001 | Socorro              | LINEAR                   |
| 452364 | 2001 WM46              | 19 de novembre de 2001 | Socorro              | LINEAR                   |
| 452365 | 2001 WM102             | 20 de novembre de 2001 | Kitt Peak            | Spacewatch               |
| 452366 | 2001 XL4               | 10 de desembre de 2001 | Socorro              | LINEAR                   |
| 452367 | 2001 XV102             | 14 de desembre de 2001 | Socorro              | LINEAR                   |
| 452368 | 2001 XU141             | 11 de novembre de 2001 | Socorro              | LINEAR                   |
| 452369 | 2001 XF167             | 14 de desembre de 2001 | Socorro              | LINEAR                   |
| 452370 | 2001 XD223             | 15 de desembre de 2001 | Socorro              | LINEAR                   |
| 452371 | 2001 XR251             | 14 de desembre de 2001 | Socorro              | LINEAR                   |
| 452372 | 2001 YW1               | 18 de desembre de 2001 | Socorro              | LINEAR                   |
| 452373 | 2001 YX6               | 17 de desembre de 2001 | Socorro              | LINEAR                   |
| 452374 | 2001 YY61              | 18 de desembre de 2001 | Socorro              | LINEAR                   |
| 452375 | 2001 YV158             | 18 de desembre de 2001 | Apache Point         | Sloan Digital Sky Survey |
| 452376 | 2002 AC5               | 8 de gener de 2002     | Socorro              | LINEAR                   |
| 452377 | 2002 AC39              | 9 de gener de 2002     | Socorro              | LINEAR                   |
| 452378 | 2002 AD140             | 13 de gener de 2002    | Socorro              | LINEAR                   |
| 452379 | 2002 CW39              | 4 de febrer de 2002    | Haleakala            | NEAT                     |
| 452380 | 2002 CF113             | 6 de febrer de 2002    | Socorro              | LINEAR                   |
| 452381 | 2002 CR159             | 7 de febrer de 2002    | Socorro              | LINEAR                   |
| 452382 | 2002 CT176             | 14 de gener de 2002    | Socorro              | LINEAR                   |
| 452383 | 2002 CQ295             | 10 de febrer de 2002   | Socorro              | LINEAR                   |
| 452384 | 2002 EV8               | 12 de març de 2002     | Palomar              | NEAT                     |
| 452385 | 2002 LX3               | 20 de març de 2002     | Kitt Peak            | Spacewatch               |
| 452386 | 2002 LM38              | 5 de maig de 2002      | Kitt Peak            | Spacewatch               |
| 452387 | 2002 LW62              | 13 de juny de 2002     | Palomar              | NEAT                     |
| 452388 | 2002 NT3               | 9 de juliol de 2002    | Palomar              | NEAT                     |
| 452389 | 2002 NW16              | 13 de juliol de 2002   | Socorro              | LINEAR                   |
| 452390 | 2002 ND56              | 14 de juliol de 2002   | Palomar              | NEAT                     |
| 452391 | 2002 NB67              | 8 de juliol de 2002    | Palomar              | NEAT                     |
| 452392 | 2002 PS39              | 7 d'agost de 2002      | Palomar              | NEAT                     |
| 452393 | 2002 PB88              | 12 d'agost de 2002     | Socorro              | LINEAR                   |
| 452394 | 2002 PO99              | 14 d'agost de 2002     | Socorro              | LINEAR                   |
| 452395 | 2002 PC107             | 12 d'agost de 2002     | Socorro              | LINEAR                   |
| 452396 | 2002 PM112             | 8 d'agost de 2002      | Palomar              | NEAT                     |
| 452397 | 2002 PD130             | 14 d'agost de 2002     | Palomar              | NEAT                     |
| 452398 | 2002 PS157             | 8 d'agost de 2002      | Palomar              | Hönig, S. F.             |
| 452399 | 2002 PW183             | 7 d'agost de 2002      | Palomar              | NEAT                     |
| 452400 | 2002 QY121             | 16 d'agost de 2002     | Palomar              | NEAT                     |

## 452401–452500
| Nom    | Designació provisional | Data de descobriment   | Lloc de descobriment | Descobridor/s                |
| ------ | ---------------------- | ---------------------- | -------------------- | ---------------------------- |
| 452401 | 2002 QO144             | 28 d'octubre de 1994   | Kitt Peak            | Spacewatch                   |
| 452402 | 2002 RD95              | 5 de setembre de 2002  | Socorro              | LINEAR                       |
| 452403 | 2002 RY151             | 12 de setembre de 2002 | Palomar              | NEAT                         |
| 452404 | 2002 RH182             | 11 de setembre de 2002 | Palomar              | NEAT                         |
| 452405 | 2002 RU208             | 7 de setembre de 2002  | Socorro              | LINEAR                       |
| 452406 | 2002 RQ247             | 15 de setembre de 2002 | Palomar              | NEAT                         |
| 452407 | 2002 SW                | 23 de setembre de 2002 | Palomar              | NEAT                         |
| 452408 | 2002 SU66              | 16 de setembre de 2002 | Palomar              | NEAT                         |
| 452409 | 2002 SH71              | 26 de setembre de 2002 | Palomar              | NEAT                         |
| 452410 | 2002 SQ73              | 16 de setembre de 2002 | Palomar              | NEAT                         |
| 452411 | 2002 TW6               | 1 d'octubre de 2002    | Anderson Mesa        | LONEOS                       |
| 452412 | 2002 TG91              | 3 d'octubre de 2002    | Palomar              | NEAT                         |
| 452413 | 2002 TX91              | 2 d'octubre de 2002    | Socorro              | LINEAR                       |
| 452414 | 2002 TO126             | 4 d'octubre de 2002    | Socorro              | LINEAR                       |
| 452415 | 2002 TL181             | 3 d'octubre de 2002    | Socorro              | LINEAR                       |
| 452416 | 2002 UA2               | 25 d'octubre de 2002   | Palomar              | NEAT                         |
| 452417 | 2002 UF29              | 31 d'octubre de 2002   | Socorro              | LINEAR                       |
| 452418 | 2002 VF24              | 5 de novembre de 2002  | Socorro              | LINEAR                       |
| 452419 | 2002 VQ85              | 11 de novembre de 2002 | Socorro              | LINEAR                       |
| 452420 | 2002 VU91              | 6 de novembre de 2002  | Anderson Mesa        | LONEOS                       |
| 452421 | 2002 VX99              | 13 de novembre de 2002 | Palomar              | NEAT                         |
| 452422 | 2002 VB117             | 13 de novembre de 2002 | Palomar              | NEAT                         |
| 452423 | 2002 VD147             | 4 de novembre de 2002  | Palomar              | NEAT                         |
| 452424 | 2002 WS4               | 21 de novembre de 2002 | Palomar              | NEAT                         |
| 452425 | 2002 XW70              | 10 de desembre de 2002 | Socorro              | LINEAR                       |
| 452426 | 2002 YR12              | 14 de desembre de 2002 | Socorro              | LINEAR                       |
| 452427 | 2003 AA52              | 5 de gener de 2003     | Socorro              | LINEAR                       |
| 452428 | 2003 BW22              | 25 de gener de 2003    | Palomar              | NEAT                         |
| 452429 | 2003 BE29              | 27 de gener de 2003    | Anderson Mesa        | LONEOS                       |
| 452430 | 2003 BS71              | 28 de gener de 2003    | Socorro              | LINEAR                       |
| 452431 | 2003 CL8               | 1 de febrer de 2003    | Haleakala            | NEAT                         |
| 452432 | 2003 EA30              | 6 de març de 2003      | Palomar              | NEAT                         |
| 452433 | 2003 FS22              | 26 de març de 2003     | Kitt Peak            | Spacewatch                   |
| 452434 | 2003 FC45              | 24 de març de 2003     | Kitt Peak            | Spacewatch                   |
| 452435 | 2003 GB                | 11 de març de 2003     | Socorro              | LINEAR                       |
| 452436 | 2003 HJ13              | 24 d'abril de 2003     | Kitt Peak            | Spacewatch                   |
| 452437 | 2003 KW33              | 27 de maig de 2003     | Kitt Peak            | Spacewatch                   |
| 452438 | 2003 QG2               | 20 d'agost de 2003     | Socorro              | LINEAR                       |
| 452439 | 2003 QC68              | 25 d'agost de 2003     | Socorro              | LINEAR                       |
| 452440 | 2003 QM74              | 24 d'agost de 2003     | Socorro              | LINEAR                       |
| 452441 | 2003 QU112             | 21 d'agost de 2003     | Socorro              | LINEAR                       |
| 452442 | 2003 SD29              | 18 de setembre de 2003 | Palomar              | NEAT                         |
| 452443 | 2003 SN72              | 18 de setembre de 2003 | Kitt Peak            | Spacewatch                   |
| 452444 | 2003 SQ111             | 20 de setembre de 2003 | Socorro              | LINEAR                       |
| 452445 | 2003 ST113             | 16 de setembre de 2003 | Kitt Peak            | Spacewatch                   |
| 452446 | 2003 SC118             | 16 de setembre de 2003 | Palomar              | NEAT                         |
| 452447 | 2003 SE203             | 22 de setembre de 2003 | Anderson Mesa        | LONEOS                       |
| 452448 | 2003 SG205             | 23 de setembre de 2003 | Palomar              | NEAT                         |
| 452449 | 2003 SM216             | 26 de setembre de 2003 | Socorro              | LINEAR                       |
| 452450 | 2003 SK292             | 25 de setembre de 2003 | Palomar              | NEAT                         |
| 452451 | 2003 SX312             | 17 de setembre de 2003 | Palomar              | NEAT                         |
| 452452 | 2003 SU331             | 27 de setembre de 2003 | Kitt Peak            | Spacewatch                   |
| 452453 | 2003 SG338             | 26 de setembre de 2003 | Apache Point         | Sloan Digital Sky Survey     |
| 452454 | 2003 SE341             | 16 de setembre de 2003 | Kitt Peak            | Spacewatch                   |
| 452455 | 2003 SR352             | 19 de setembre de 2003 | Campo Imperatore     | CINEOS                       |
| 452456 | 2003 SQ373             | 26 de setembre de 2003 | Apache Point         | Sloan Digital Sky Survey     |
| 452457 | 2003 SD432             | 18 de setembre de 2003 | Kitt Peak            | Spacewatch                   |
| 452458 | 2003 TH1               | 4 d'octubre de 2003    | Kingsnake            | McClusky, J. V.              |
| 452459 | 2003 UN2               | 16 d'octubre de 2003   | Kitt Peak            | Spacewatch                   |
| 452460 | 2003 UY119             | 18 d'octubre de 2003   | Kitt Peak            | Spacewatch                   |
| 452461 | 2003 UM165             | 21 d'octubre de 2003   | Kitt Peak            | Spacewatch                   |
| 452462 | 2003 UC240             | 24 d'octubre de 2003   | Kitt Peak            | Spacewatch                   |
| 452463 | 2003 UY287             | 1 d'octubre de 2003    | Kitt Peak            | Spacewatch                   |
| 452464 | 2003 UH379             | 22 d'octubre de 2003   | Apache Point         | Sloan Digital Sky Survey     |
| 452465 | 2003 VX8               | 15 de novembre de 2003 | Kitt Peak            | Spacewatch                   |
| 452466 | 2003 WM16              | 18 de novembre de 2003 | Palomar              | NEAT                         |
| 452467 | 2003 WN31              | 18 de novembre de 2003 | Palomar              | NEAT                         |
| 452468 | 2003 WM158             | 28 de setembre de 2003 | Desert Eagle         | Yeung, W. K. Y.              |
| 452469 | 2003 YP8               | 19 de desembre de 2003 | Kitt Peak            | Spacewatch                   |
| 452470 | 2003 YG41              | 19 de desembre de 2003 | Kitt Peak            | Spacewatch                   |
| 452471 | 2003 YZ180             | 18 de desembre de 2003 | Palomar              | NEAT                         |
| 452472 | 2004 AY14              | 15 de gener de 2004    | Kitt Peak            | Spacewatch                   |
| 452473 | 2004 BT10              | 17 de gener de 2004    | Haleakala            | NEAT                         |
| 452474 | 2004 BG11              | 18 de gener de 2004    | Catalina             | CSS                          |
| 452475 | 2004 BW15              | 18 de gener de 2004    | Palomar              | NEAT                         |
| 452476 | 2004 BZ81              | 27 de gener de 2004    | Kitt Peak            | Spacewatch                   |
| 452477 | 2004 BM84              | 25 de gener de 2004    | Haleakala            | NEAT                         |
| 452478 | 2004 BL115             | 30 de gener de 2004    | Socorro              | LINEAR                       |
| 452479 | 2004 BR115             | 22 de gener de 2004    | Socorro              | LINEAR                       |
| 452480 | 2004 CG40              | 2 de febrer de 2004    | Socorro              | LINEAR                       |
| 452481 | 2004 CG58              | 14 de febrer de 2004   | Socorro              | LINEAR                       |
| 452482 | 2004 CM103             | 12 de febrer de 2004   | Palomar              | NEAT                         |
| 452483 | 2004 DR34              | 24 de gener de 2004    | Socorro              | LINEAR                       |
| 452484 | 2004 DN35              | 19 de febrer de 2004   | Socorro              | LINEAR                       |
| 452485 | 2004 DB64              | 29 de febrer de 2004   | Kitt Peak            | Spacewatch                   |
| 452486 | 2004 EU44              | 15 de març de 2004     | Kitt Peak            | Spacewatch                   |
| 452487 | 2004 FB1               | 17 de març de 2004     | Mount Graham         | Ryan, W. H., Martinez, C. T. |
| 452488 | 2004 FW25              | 17 de març de 2004     | Socorro              | LINEAR                       |
| 452489 | 2004 FN38              | 17 de març de 2004     | Socorro              | LINEAR                       |
| 452490 | 2004 FA126             | 27 de març de 2004     | Socorro              | LINEAR                       |
| 452491 | 2004 FB131             | 22 de març de 2004     | Anderson Mesa        | LONEOS                       |
| 452492 | 2004 GH29              | 12 d'abril de 2004     | Anderson Mesa        | LONEOS                       |
| 452493 | 2004 GS56              | 13 d'abril de 2004     | Kitt Peak            | Spacewatch                   |
| 452494 | 2004 HX32              | 21 d'abril de 2004     | Kitt Peak            | Spacewatch                   |
| 452495 | 2004 PO22              | 16 de juliol de 2004   | Campo Imperatore     | CINEOS                       |
| 452496 | 2004 PZ33              | 8 d'agost de 2004      | Anderson Mesa        | LONEOS                       |
| 452497 | 2004 PW63              | 10 d'agost de 2004     | Socorro              | LINEAR                       |
| 452498 | 2004 QG1               | 19 d'agost de 2004     | Socorro              | LINEAR                       |
| 452499 | 2004 QP10              | 21 d'agost de 2004     | Siding Spring        | Siding Spring Survey         |
| 452500 | 2004 RW9               | 7 de setembre de 2004  | Socorro              | LINEAR                       |

## 452501–452600
| Nom    | Designació provisional | Data de descobriment   | Lloc de descobriment | Descobridor/s        |
| ------ | ---------------------- | ---------------------- | -------------------- | -------------------- |
| 452501 | 2004 RN28              | 10 d'agost de 2004     | Socorro              | LINEAR               |
| 452502 | 2004 RT52              | 8 de setembre de 2004  | Socorro              | LINEAR               |
| 452503 | 2004 RT84              | 17 d'agost de 2004     | Socorro              | LINEAR               |
| 452504 | 2004 RF91              | 8 de setembre de 2004  | Socorro              | LINEAR               |
| 452505 | 2004 RL99              | 23 d'agost de 2004     | Kitt Peak            | Spacewatch           |
| 452506 | 2004 RS178             | 22 d'agost de 2004     | Kitt Peak            | Spacewatch           |
| 452507 | 2004 RL179             | 11 d'agost de 2004     | Socorro              | LINEAR               |
| 452508 | 2004 RM184             | 22 d'agost de 2004     | Kitt Peak            | Spacewatch           |
| 452509 | 2004 RU185             | 10 de setembre de 2004 | Socorro              | LINEAR               |
| 452510 | 2004 RO203             | 11 de setembre de 2004 | Kitt Peak            | Spacewatch           |
| 452511 | 2004 RD251             | 14 de setembre de 2004 | Socorro              | LINEAR               |
| 452512 | 2004 RL265             | 10 de setembre de 2004 | Kitt Peak            | Spacewatch           |
| 452513 | 2004 RZ266             | 11 de setembre de 2004 | Kitt Peak            | Spacewatch           |
| 452514 | 2004 RU291             | 10 de setembre de 2004 | Socorro              | LINEAR               |
| 452515 | 2004 RC301             | 11 de setembre de 2004 | Kitt Peak            | Spacewatch           |
| 452516 | 2004 RW321             | 13 de setembre de 2004 | Socorro              | LINEAR               |
| 452517 | 2004 RY335             | 15 de setembre de 2004 | Kitt Peak            | Spacewatch           |
| 452518 | 2004 RA356             | 7 de setembre de 2004  | Kitt Peak            | Spacewatch           |
| 452519 | 2004 SJ53              | 10 de setembre de 2004 | Socorro              | LINEAR               |
| 452520 | 2004 TK4               | 4 d'octubre de 2004    | Kitt Peak            | Spacewatch           |
| 452521 | 2004 TW16              | 9 d'octubre de 2004    | Socorro              | LINEAR               |
| 452522 | 2004 TO40              | 4 d'octubre de 2004    | Kitt Peak            | Spacewatch           |
| 452523 | 2004 TT53              | 4 d'octubre de 2004    | Kitt Peak            | Spacewatch           |
| 452524 | 2004 TL58              | 5 d'octubre de 2004    | Kitt Peak            | Spacewatch           |
| 452525 | 2004 TT71              | 6 d'octubre de 2004    | Kitt Peak            | Spacewatch           |
| 452526 | 2004 TJ76              | 7 d'octubre de 2004    | Kitt Peak            | Spacewatch           |
| 452527 | 2004 TN77              | 7 d'octubre de 2004    | Kitt Peak            | Spacewatch           |
| 452528 | 2004 TP83              | 5 d'octubre de 2004    | Kitt Peak            | Spacewatch           |
| 452529 | 2004 TP95              | 17 de setembre de 2004 | Kitt Peak            | Spacewatch           |
| 452530 | 2004 TY95              | 5 d'octubre de 2004    | Kitt Peak            | Spacewatch           |
| 452531 | 2004 TQ143             | 4 d'octubre de 2004    | Kitt Peak            | Spacewatch           |
| 452532 | 2004 TV152             | 6 d'octubre de 2004    | Kitt Peak            | Spacewatch           |
| 452533 | 2004 TC164             | 6 d'octubre de 2004    | Kitt Peak            | Spacewatch           |
| 452534 | 2004 TG175             | 9 d'octubre de 2004    | Socorro              | LINEAR               |
| 452535 | 2004 TM201             | 7 d'octubre de 2004    | Kitt Peak            | Spacewatch           |
| 452536 | 2004 TM211             | 8 d'octubre de 2004    | Kitt Peak            | Spacewatch           |
| 452537 | 2004 TF215             | 10 d'octubre de 2004   | Kitt Peak            | Spacewatch           |
| 452538 | 2004 TX265             | 9 d'octubre de 2004    | Kitt Peak            | Spacewatch           |
| 452539 | 2004 TZ272             | 9 d'octubre de 2004    | Kitt Peak            | Spacewatch           |
| 452540 | 2004 TH275             | 9 d'octubre de 2004    | Kitt Peak            | Spacewatch           |
| 452541 | 2004 TT335             | 10 d'octubre de 2004   | Kitt Peak            | Spacewatch           |
| 452542 | 2004 TD343             | 13 d'octubre de 2004   | Kitt Peak            | Spacewatch           |
| 452543 | 2004 TC369             | 14 d'octubre de 2004   | Kitt Peak            | Spacewatch           |
| 452544 | 2004 UX4               | 16 d'octubre de 2004   | Socorro              | LINEAR               |
| 452545 | 2004 VB14              | 4 de novembre de 2004  | Socorro              | LINEAR               |
| 452546 | 2004 VD37              | 24 d'octubre de 2004   | Kitt Peak            | Spacewatch           |
| 452547 | 2004 VD66              | 4 de novembre de 2004  | Kitt Peak            | Spacewatch           |
| 452548 | 2004 VC81              | 9 d'octubre de 2004    | Kitt Peak            | Spacewatch           |
| 452549 | 2004 WS                | 3 de novembre de 2004  | Anderson Mesa        | LONEOS               |
| 452550 | 2004 WG6               | 19 de novembre de 2004 | Socorro              | LINEAR               |
| 452551 | 2004 XV29              | 10 de desembre de 2004 | Socorro              | LINEAR               |
| 452552 | 2004 XJ68              | 3 de desembre de 2004  | Kitt Peak            | Spacewatch           |
| 452553 | 2004 XC73              | 10 de desembre de 2004 | Socorro              | LINEAR               |
| 452554 | 2004 XC110             | 10 de novembre de 2004 | Kitt Peak            | Spacewatch           |
| 452555 | 2004 XR148             | 14 de desembre de 2004 | Socorro              | LINEAR               |
| 452556 | 2004 XW155             | 14 de desembre de 2004 | Socorro              | LINEAR               |
| 452557 | 2004 YO2               | 16 de desembre de 2004 | Socorro              | LINEAR               |
| 452558 | 2004 YL12              | 18 de desembre de 2004 | Mount Lemmon         | Mt. Lemmon Survey    |
| 452559 | 2004 YV26              | 19 de desembre de 2004 | Mount Lemmon         | Mt. Lemmon Survey    |
| 452560 | 2004 YU27              | 16 de desembre de 2004 | Kitt Peak            | Spacewatch           |
| 452561 | 2005 AB                | 1 de gener de 2005     | Catalina             | CSS                  |
| 452562 | 2005 AM24              | 7 de gener de 2005     | Catalina             | CSS                  |
| 452563 | 2005 AF31              | 11 de gener de 2005    | Socorro              | LINEAR               |
| 452564 | 2005 AX37              | 13 de gener de 2005    | Kitt Peak            | Spacewatch           |
| 452565 | 2005 AW65              | 13 de gener de 2005    | Kitt Peak            | Spacewatch           |
| 452566 | 2005 AJ68              | 13 de gener de 2005    | Catalina             | CSS                  |
| 452567 | 2005 AX72              | 19 de desembre de 2004 | Mount Lemmon         | Mt. Lemmon Survey    |
| 452568 | 2005 BM15              | 16 de gener de 2005    | Kitt Peak            | Spacewatch           |
| 452569 | 2005 BK36              | 16 de gener de 2005    | Mauna Kea            | Veillet, C.          |
| 452570 | 2005 CV7               | 7 de gener de 2005     | Catalina             | CSS                  |
| 452571 | 2005 CF24              | 2 de febrer de 2005    | Catalina             | CSS                  |
| 452572 | 2005 CV26              | 1 de febrer de 2005    | Kitt Peak            | Spacewatch           |
| 452573 | 2005 DU1               | 28 de febrer de 2005   | Socorro              | LINEAR               |
| 452574 | 2005 ES36              | 4 de març de 2005      | Socorro              | LINEAR               |
| 452575 | 2005 EK109             | 4 de març de 2005      | Socorro              | LINEAR               |
| 452576 | 2005 EU162             | 10 de març de 2005     | Mount Lemmon         | Mt. Lemmon Survey    |
| 452577 | 2005 EA189             | 10 de març de 2005     | Siding Spring        | Siding Spring Survey |
| 452578 | 2005 EV221             | 18 de gener de 1999    | Kitt Peak            | Spacewatch           |
| 452579 | 2005 EB276             | 8 de març de 2005      | Catalina             | CSS                  |
| 452580 | 2005 GW49              | 5 d'abril de 2005      | Mount Lemmon         | Mt. Lemmon Survey    |
| 452581 | 2005 GZ112             | 10 de març de 2005     | Catalina             | CSS                  |
| 452582 | 2005 GM130             | 7 d'abril de 2005      | Kitt Peak            | Spacewatch           |
| 452583 | 2005 JF47              | 3 de maig de 2005      | Kitt Peak            | Spacewatch           |
| 452584 | 2005 JE58              | 14 d'abril de 2005     | Kitt Peak            | Spacewatch           |
| 452585 | 2005 JG61              | 8 de maig de 2005      | Kitt Peak            | Spacewatch           |
| 452586 | 2005 JP71              | 7 de maig de 2005      | Kitt Peak            | Spacewatch           |
| 452587 | 2005 JH79              | 10 de maig de 2005     | Mount Lemmon         | Mt. Lemmon Survey    |
| 452588 | 2005 JM95              | 8 de maig de 2005      | Mount Lemmon         | Mt. Lemmon Survey    |
| 452589 | 2005 JF103             | 9 de maig de 2005      | Kitt Peak            | Spacewatch           |
| 452590 | 2005 JO118             | 10 de maig de 2005     | Kitt Peak            | Spacewatch           |
| 452591 | 2005 JC134             | 14 de maig de 2005     | Mount Lemmon         | Mt. Lemmon Survey    |
| 452592 | 2005 JJ177             | 11 de maig de 2005     | Kitt Peak            | Spacewatch           |
| 452593 | 2005 LO                | 1 de juny de 2005      | Mount Lemmon         | Mt. Lemmon Survey    |
| 452594 | 2005 LA3               | 3 de juny de 2005      | Kitt Peak            | Spacewatch           |
| 452595 | 2005 LB9               | 1 de juny de 2005      | Mount Lemmon         | Mt. Lemmon Survey    |
| 452596 | 2005 LE11              | 3 de juny de 2005      | Kitt Peak            | Spacewatch           |
| 452597 | 2005 LW13              | 4 de juny de 2005      | Kitt Peak            | Spacewatch           |
| 452598 | 2005 LK35              | 10 de juny de 2005     | Kitt Peak            | Spacewatch           |
| 452599 | 2005 MT25              | 27 de juny de 2005     | Kitt Peak            | Spacewatch           |
| 452600 | 2005 MY36              | 30 de juny de 2005     | Catalina             | CSS                  |

## 452601–452700
| Nom    | Designació provisional | Data de descobriment   | Lloc de descobriment | Descobridor/s        |
| ------ | ---------------------- | ---------------------- | -------------------- | -------------------- |
| 452601 | 2005 NZ3               | 11 de novembre de 2001 | Kitt Peak            | Spacewatch           |
| 452602 | 2005 NJ7               | 3 de juliol de 2005    | Mount Lemmon         | Mt. Lemmon Survey    |
| 452603 | 2005 NN31              | 4 de juliol de 2005    | Mount Lemmon         | Mt. Lemmon Survey    |
| 452604 | 2005 NA35              | 5 de juliol de 2005    | Kitt Peak            | Spacewatch           |
| 452605 | 2005 NW78              | 12 de juliol de 2005   | Mount Lemmon         | Mt. Lemmon Survey    |
| 452606 | 2005 NV92              | 15 de juny de 2005     | Mount Lemmon         | Mt. Lemmon Survey    |
| 452607 | 2005 OO1               | 26 de juliol de 2005   | Palomar              | NEAT                 |
| 452608 | 2005 PU                | 17 de juny de 2005     | Mount Lemmon         | Mt. Lemmon Survey    |
| 452609 | 2005 PR15              | 4 d'agost de 2005      | Palomar              | NEAT                 |
| 452610 | 2005 QD27              | 27 d'agost de 2005     | Kitt Peak            | Spacewatch           |
| 452611 | 2005 QZ53              | 28 d'agost de 2005     | Kitt Peak            | Spacewatch           |
| 452612 | 2005 QM80              | 28 d'agost de 2005     | Anderson Mesa        | LONEOS               |
| 452613 | 2005 QD92              | 26 d'agost de 2005     | Anderson Mesa        | LONEOS               |
| 452614 | 2005 QA123             | 28 d'agost de 2005     | Kitt Peak            | Spacewatch           |
| 452615 | 2005 QM123             | 28 d'agost de 2005     | Kitt Peak            | Spacewatch           |
| 452616 | 2005 QM128             | 28 d'agost de 2005     | Kitt Peak            | Spacewatch           |
| 452617 | 2005 QX147             | 28 d'agost de 2005     | Siding Spring        | Siding Spring Survey |
| 452618 | 2005 RT                | 1 de setembre de 2005  | Anderson Mesa        | LONEOS               |
| 452619 | 2005 RZ31              | 30 d'agost de 2005     | Kitt Peak            | Spacewatch           |
| 452620 | 2005 SQ25              | 28 d'agost de 2005     | Kitt Peak            | Spacewatch           |
| 452621 | 2005 SZ47              | 24 de setembre de 2005 | Kitt Peak            | Spacewatch           |
| 452622 | 2005 SB49              | 24 de setembre de 2005 | Kitt Peak            | Spacewatch           |
| 452623 | 2005 SZ66              | 27 de setembre de 2005 | Kitt Peak            | Spacewatch           |
| 452624 | 2005 SW100             | 25 de setembre de 2005 | Kitt Peak            | Spacewatch           |
| 452625 | 2005 SV126             | 29 de setembre de 2005 | Mount Lemmon         | Mt. Lemmon Survey    |
| 452626 | 2005 SA168             | 12 de juliol de 2005   | Kitt Peak            | Spacewatch           |
| 452627 | 2005 SA174             | 29 de setembre de 2005 | Anderson Mesa        | LONEOS               |
| 452628 | 2005 SK241             | 30 de setembre de 2005 | Kitt Peak            | Spacewatch           |
| 452629 | 2005 SJ254             | 22 de setembre de 2005 | Palomar              | NEAT                 |
| 452630 | 2005 SZ281             | 24 de setembre de 2005 | Apache Point         | Becker, A. C.        |
| 452631 | 2005 TT29              | 3 d'octubre de 2005    | Catalina             | CSS                  |
| 452632 | 2005 TA42              | 3 d'octubre de 2005    | Catalina             | CSS                  |
| 452633 | 2005 TM50              | 1 d'octubre de 2005    | Catalina             | CSS                  |
| 452634 | 2005 TJ106             | 9 d'octubre de 2005    | Kitt Peak            | Spacewatch           |
| 452635 | 2005 TU122             | 29 de setembre de 2005 | Mount Lemmon         | Mt. Lemmon Survey    |
| 452636 | 2005 TN126             | 7 d'octubre de 2005    | Kitt Peak            | Spacewatch           |
| 452637 | 2005 TZ156             | 29 de setembre de 2005 | Kitt Peak            | Spacewatch           |
| 452638 | 2005 TO191             | 1 d'octubre de 2005    | Kitt Peak            | Spacewatch           |
| 452639 | 2005 UY6               | 29 d'octubre de 2005   | Palomar              | NEAT                 |
| 452640 | 2005 UG66              | 22 d'octubre de 2005   | Catalina             | CSS                  |
| 452641 | 2005 UP84              | 22 d'octubre de 2005   | Kitt Peak            | Spacewatch           |
| 452642 | 2005 UH85              | 22 d'octubre de 2005   | Kitt Peak            | Spacewatch           |
| 452643 | 2005 UJ115             | 23 d'octubre de 2005   | Kitt Peak            | Spacewatch           |
| 452644 | 2005 UK116             | 23 d'octubre de 2005   | Catalina             | CSS                  |
| 452645 | 2005 UW128             | 24 d'octubre de 2005   | Kitt Peak            | Spacewatch           |
| 452646 | 2005 UZ129             | 24 d'octubre de 2005   | Kitt Peak            | Spacewatch           |
| 452647 | 2005 UK134             | 25 d'octubre de 2005   | Anderson Mesa        | LONEOS               |
| 452648 | 2005 UZ142             | 25 d'octubre de 2005   | Mount Lemmon         | Mt. Lemmon Survey    |
| 452649 | 2005 UN185             | 25 d'octubre de 2005   | Mount Lemmon         | Mt. Lemmon Survey    |
| 452650 | 2005 UG228             | 25 d'octubre de 2005   | Kitt Peak            | Spacewatch           |
| 452651 | 2005 UP231             | 25 d'octubre de 2005   | Mount Lemmon         | Mt. Lemmon Survey    |
| 452652 | 2005 UU258             | 25 d'octubre de 2005   | Kitt Peak            | Spacewatch           |
| 452653 | 2005 UE264             | 27 d'octubre de 2005   | Kitt Peak            | Spacewatch           |
| 452654 | 2005 UT334             | 29 d'octubre de 2005   | Mount Lemmon         | Mt. Lemmon Survey    |
| 452655 | 2005 UO364             | 27 d'octubre de 2005   | Kitt Peak            | Spacewatch           |
| 452656 | 2005 UW406             | 12 d'octubre de 2005   | Kitt Peak            | Spacewatch           |
| 452657 | 2005 UA449             | 30 d'octubre de 2005   | Kitt Peak            | Spacewatch           |
| 452658 | 2005 UN472             | 30 d'octubre de 2005   | Kitt Peak            | Spacewatch           |
| 452659 | 2005 UZ487             | 23 d'octubre de 2005   | Catalina             | CSS                  |
| 452660 | 2005 UU488             | 23 d'octubre de 2005   | Catalina             | CSS                  |
| 452661 | 2005 UD512             | 29 d'octubre de 2005   | Catalina             | CSS                  |
| 452662 | 2005 VE9               | 24 d'octubre de 2005   | Kitt Peak            | Spacewatch           |
| 452663 | 2005 VS23              | 30 de setembre de 2005 | Mount Lemmon         | Mt. Lemmon Survey    |
| 452664 | 2005 VA24              | 1 de novembre de 2005  | Kitt Peak            | Spacewatch           |
| 452665 | 2005 WX46              | 25 de novembre de 2005 | Kitt Peak            | Spacewatch           |
| 452666 | 2005 WP54              | 26 de novembre de 2005 | Socorro              | LINEAR               |
| 452667 | 2005 WO66              | 22 de novembre de 2005 | Kitt Peak            | Spacewatch           |
| 452668 | 2005 WQ92              | 25 de novembre de 2005 | Mount Lemmon         | Mt. Lemmon Survey    |
| 452669 | 2005 WH100             | 28 de novembre de 2005 | Catalina             | CSS                  |
| 452670 | 2005 WU122             | 25 d'octubre de 2005   | Kitt Peak            | Spacewatch           |
| 452671 | 2005 WG133             | 25 de novembre de 2005 | Mount Lemmon         | Mt. Lemmon Survey    |
| 452672 | 2005 WN143             | 22 de novembre de 2005 | Kitt Peak            | Spacewatch           |
| 452673 | 2005 WQ146             | 25 de novembre de 2005 | Kitt Peak            | Spacewatch           |
| 452674 | 2005 WU161             | 5 de novembre de 2005  | Kitt Peak            | Spacewatch           |
| 452675 | 2005 WD175             | 30 de novembre de 2005 | Kitt Peak            | Spacewatch           |
| 452676 | 2005 WP179             | 21 de novembre de 2005 | Catalina             | CSS                  |
| 452677 | 2005 WS204             | 25 de novembre de 2005 | Mount Lemmon         | Mt. Lemmon Survey    |
| 452678 | 2005 XC16              | 1 de novembre de 2005  | Mount Lemmon         | Mt. Lemmon Survey    |
| 452679 | 2005 XZ20              | 29 d'octubre de 2005   | Kitt Peak            | Spacewatch           |
| 452680 | 2005 XA25              | 2 de desembre de 2005  | Kitt Peak            | Spacewatch           |
| 452681 | 2005 XZ39              | 5 de desembre de 2005  | Mount Lemmon         | Mt. Lemmon Survey    |
| 452682 | 2005 XF44              | 2 de desembre de 2005  | Kitt Peak            | Spacewatch           |
| 452683 | 2005 XB59              | 3 de desembre de 2005  | Kitt Peak            | Spacewatch           |
| 452684 | 2005 XK59              | 3 de desembre de 2005  | Kitt Peak            | Spacewatch           |
| 452685 | 2005 XT68              | 6 de desembre de 2005  | Kitt Peak            | Spacewatch           |
| 452686 | 2005 XN71              | 2 de desembre de 2005  | Kitt Peak            | Spacewatch           |
| 452687 | 2005 XX80              | 25 de novembre de 2005 | Mount Lemmon         | Mt. Lemmon Survey    |
| 452688 | 2005 XC81              | 10 de novembre de 2005 | Mount Lemmon         | Mt. Lemmon Survey    |
| 452689 | 2005 XF85              | 25 d'octubre de 2005   | Mount Lemmon         | Mt. Lemmon Survey    |
| 452690 | 2005 XK116             | 1 de desembre de 2005  | Kitt Peak            | Spacewatch           |
| 452691 | 2005 YW3               | 23 de desembre de 2005 | Palomar              | NEAT                 |
| 452692 | 2005 YA12              | 30 de novembre de 2005 | Kitt Peak            | Spacewatch           |
| 452693 | 2005 YB21              | 24 de desembre de 2005 | Kitt Peak            | Spacewatch           |
| 452694 | 2005 YA29              | 24 de desembre de 2005 | Kitt Peak            | Spacewatch           |
| 452695 | 2005 YE31              | 22 de desembre de 2005 | Kitt Peak            | Spacewatch           |
| 452696 | 2005 YL37              | 21 de desembre de 2005 | Catalina             | CSS                  |
| 452697 | 2005 YW53              | 24 de desembre de 2005 | Kitt Peak            | Spacewatch           |
| 452698 | 2005 YR63              | 2 de desembre de 2005  | Mount Lemmon         | Mt. Lemmon Survey    |
| 452699 | 2005 YU64              | 9 de maig de 2000      | Kitt Peak            | Spacewatch           |
| 452700 | 2005 YO72              | 24 de desembre de 2005 | Kitt Peak            | Spacewatch           |

## 452701–452800
| Nom    | Designació provisional | Data de descobriment   | Lloc de descobriment | Descobridor/s     |
| ------ | ---------------------- | ---------------------- | -------------------- | ----------------- |
| 452701 | 2005 YZ74              | 4 de desembre de 2005  | Kitt Peak            | Spacewatch        |
| 452702 | 2005 YH79              | 24 de desembre de 2005 | Kitt Peak            | Spacewatch        |
| 452703 | 2005 YN84              | 12 d'octubre de 2005   | Kitt Peak            | Spacewatch        |
| 452704 | 2005 YK88              | 25 de desembre de 2005 | Mount Lemmon         | Mt. Lemmon Survey |
| 452705 | 2005 YX92              | 27 de desembre de 2005 | Mount Lemmon         | Mt. Lemmon Survey |
| 452706 | 2005 YL103             | 1 de desembre de 2005  | Kitt Peak            | Spacewatch        |
| 452707 | 2005 YA111             | 30 de novembre de 2005 | Mount Lemmon         | Mt. Lemmon Survey |
| 452708 | 2005 YQ111             | 25 de desembre de 2005 | Kitt Peak            | Spacewatch        |
| 452709 | 2005 YT120             | 27 de desembre de 2005 | Kitt Peak            | Spacewatch        |
| 452710 | 2005 YA122             | 29 d'octubre de 2005   | Mount Lemmon         | Mt. Lemmon Survey |
| 452711 | 2005 YA124             | 25 de desembre de 2005 | Kitt Peak            | Spacewatch        |
| 452712 | 2005 YV130             | 25 de desembre de 2005 | Mount Lemmon         | Mt. Lemmon Survey |
| 452713 | 2005 YP136             | 26 de desembre de 2005 | Kitt Peak            | Spacewatch        |
| 452714 | 2005 YY137             | 26 de desembre de 2005 | Kitt Peak            | Spacewatch        |
| 452715 | 2005 YN159             | 27 de desembre de 2005 | Kitt Peak            | Spacewatch        |
| 452716 | 2005 YS160             | 27 de desembre de 2005 | Kitt Peak            | Spacewatch        |
| 452717 | 2005 YZ185             | 30 de desembre de 2005 | Kitt Peak            | Spacewatch        |
| 452718 | 2005 YV187             | 28 de desembre de 2005 | Kitt Peak            | Spacewatch        |
| 452719 | 2005 YD199             | 25 de desembre de 2005 | Mount Lemmon         | Mt. Lemmon Survey |
| 452720 | 2005 YJ199             | 25 de desembre de 2005 | Kitt Peak            | Spacewatch        |
| 452721 | 2005 YT215             | 29 de desembre de 2005 | Kitt Peak            | Spacewatch        |
| 452722 | 2005 YE253             | 29 de desembre de 2005 | Kitt Peak            | Spacewatch        |
| 452723 | 2005 YA266             | 27 de desembre de 2005 | Kitt Peak            | Spacewatch        |
| 452724 | 2005 YT275             | 21 de desembre de 2005 | Kitt Peak            | Spacewatch        |
| 452725 | 2006 AX7               | 7 d'octubre de 2005    | Mount Lemmon         | Mt. Lemmon Survey |
| 452726 | 2006 AN36              | 4 de gener de 2006     | Kitt Peak            | Spacewatch        |
| 452727 | 2006 AR37              | 4 de gener de 2006     | Kitt Peak            | Spacewatch        |
| 452728 | 2006 AK40              | 30 de desembre de 2005 | Kitt Peak            | Spacewatch        |
| 452729 | 2006 AR66              | 9 de gener de 2006     | Kitt Peak            | Spacewatch        |
| 452730 | 2006 AM85              | 28 d'octubre de 2005   | Mount Lemmon         | Mt. Lemmon Survey |
| 452731 | 2006 AP91              | 7 de gener de 2006     | Mount Lemmon         | Mt. Lemmon Survey |
| 452732 | 2006 AX105             | 8 de gener de 2006     | Mount Lemmon         | Mt. Lemmon Survey |
| 452733 | 2006 BF21              | 22 de gener de 2006    | Mount Lemmon         | Mt. Lemmon Survey |
| 452734 | 2006 BU25              | 23 de gener de 2006    | Junk Bond            | Healy, D.         |
| 452735 | 2006 BG35              | 22 de gener de 2006    | Mount Lemmon         | Mt. Lemmon Survey |
| 452736 | 2006 BP44              | 23 de gener de 2006    | Mount Lemmon         | Mt. Lemmon Survey |
| 452737 | 2006 BS49              | 25 de gener de 2006    | Kitt Peak            | Spacewatch        |
| 452738 | 2006 BT63              | 10 de gener de 2006    | Kitt Peak            | Spacewatch        |
| 452739 | 2006 BC65              | 22 de gener de 2006    | Mount Lemmon         | Mt. Lemmon Survey |
| 452740 | 2006 BJ69              | 23 de gener de 2006    | Kitt Peak            | Spacewatch        |
| 452741 | 2006 BJ108             | 25 de gener de 2006    | Kitt Peak            | Spacewatch        |
| 452742 | 2006 BF111             | 25 de gener de 2006    | Kitt Peak            | Spacewatch        |
| 452743 | 2006 BA132             | 26 de gener de 2006    | Kitt Peak            | Spacewatch        |
| 452744 | 2006 BH146             | 22 de gener de 2006    | Mount Lemmon         | Mt. Lemmon Survey |
| 452745 | 2006 BL156             | 25 de gener de 2006    | Kitt Peak            | Spacewatch        |
| 452746 | 2006 BD160             | 26 de gener de 2006    | Kitt Peak            | Spacewatch        |
| 452747 | 2006 BA174             | 27 de gener de 2006    | Kitt Peak            | Spacewatch        |
| 452748 | 2006 BQ179             | 27 de gener de 2006    | Mount Lemmon         | Mt. Lemmon Survey |
| 452749 | 2006 BQ186             | 28 de gener de 2006    | Mount Lemmon         | Mt. Lemmon Survey |
| 452750 | 2006 BE192             | 30 de gener de 2006    | Kitt Peak            | Spacewatch        |
| 452751 | 2006 BA200             | 30 de gener de 2006    | Kitt Peak            | Spacewatch        |
| 452752 | 2006 BJ211             | 31 de gener de 2006    | Kitt Peak            | Spacewatch        |
| 452753 | 2006 BD221             | 25 de gener de 2006    | Kitt Peak            | Spacewatch        |
| 452754 | 2006 BV230             | 31 de gener de 2006    | Kitt Peak            | Spacewatch        |
| 452755 | 2006 BV246             | 31 de gener de 2006    | Kitt Peak            | Spacewatch        |
| 452756 | 2006 BB249             | 25 de gener de 2006    | Kitt Peak            | Spacewatch        |
| 452757 | 2006 BB256             | 31 de gener de 2006    | Kitt Peak            | Spacewatch        |
| 452758 | 2006 BT256             | 23 de gener de 2006    | Kitt Peak            | Spacewatch        |
| 452759 | 2006 BN260             | 31 de gener de 2006    | Kitt Peak            | Spacewatch        |
| 452760 | 2006 BQ264             | 4 de gener de 2006     | Mount Lemmon         | Mt. Lemmon Survey |
| 452761 | 2006 BW269             | 8 de gener de 2006     | Catalina             | CSS               |
| 452762 | 2006 BV283             | 23 de gener de 2006    | Mount Lemmon         | Mt. Lemmon Survey |
| 452763 | 2006 CB8               | 1 de febrer de 2006    | Mount Lemmon         | Mt. Lemmon Survey |
| 452764 | 2006 CB21              | 1 de febrer de 2006    | Mount Lemmon         | Mt. Lemmon Survey |
| 452765 | 2006 CR27              | 5 de gener de 2006     | Mount Lemmon         | Mt. Lemmon Survey |
| 452766 | 2006 CQ35              | 18 de gener de 2006    | Catalina             | CSS               |
| 452767 | 2006 CD37              | 20 de gener de 2006    | Kitt Peak            | Spacewatch        |
| 452768 | 2006 CC44              | 2 de febrer de 2006    | Kitt Peak            | Spacewatch        |
| 452769 | 2006 CJ44              | 22 de gener de 2006    | Mount Lemmon         | Mt. Lemmon Survey |
| 452770 | 2006 CA47              | 3 de febrer de 2006    | Kitt Peak            | Spacewatch        |
| 452771 | 2006 CS66              | 13 de desembre de 1999 | Kitt Peak            | Spacewatch        |
| 452772 | 2006 DB12              | 2 de febrer de 2006    | Kitt Peak            | Spacewatch        |
| 452773 | 2006 DM14              | 22 de febrer de 2006   | Anderson Mesa        | LONEOS            |
| 452774 | 2006 DL17              | 1 de febrer de 2006    | Kitt Peak            | Spacewatch        |
| 452775 | 2006 DW27              | 20 de febrer de 2006   | Kitt Peak            | Spacewatch        |
| 452776 | 2006 DY39              | 2 de febrer de 2006    | Mount Lemmon         | Mt. Lemmon Survey |
| 452777 | 2006 DT45              | 20 de febrer de 2006   | Kitt Peak            | Spacewatch        |
| 452778 | 2006 DL79              | 24 de febrer de 2006   | Kitt Peak            | Spacewatch        |
| 452779 | 2006 DB90              | 24 de febrer de 2006   | Kitt Peak            | Spacewatch        |
| 452780 | 2006 DC94              | 24 de febrer de 2006   | Kitt Peak            | Spacewatch        |
| 452781 | 2006 DY112             | 27 de febrer de 2006   | Kitt Peak            | Spacewatch        |
| 452782 | 2006 DT140             | 25 de febrer de 2006   | Kitt Peak            | Spacewatch        |
| 452783 | 2006 DE215             | 21 de febrer de 2006   | Mount Lemmon         | Mt. Lemmon Survey |
| 452784 | 2006 EZ63              | 5 de març de 2006      | Kitt Peak            | Spacewatch        |
| 452785 | 2006 EV64              | 5 de març de 2006      | Kitt Peak            | Spacewatch        |
| 452786 | 2006 ED73              | 4 de març de 2006      | Mount Lemmon         | Mt. Lemmon Survey |
| 452787 | 2006 FS17              | 23 de març de 2006     | Kitt Peak            | Spacewatch        |
| 452788 | 2006 FX39              | 25 de març de 2006     | Kitt Peak            | Spacewatch        |
| 452789 | 2006 FK50              | 4 de desembre de 2005  | Kitt Peak            | Spacewatch        |
| 452790 | 2006 FL50              | 27 de febrer de 2006   | Catalina             | CSS               |
| 452791 | 2006 GY24              | 23 de març de 2006     | Kitt Peak            | Spacewatch        |
| 452792 | 2006 GV41              | 7 d'abril de 2006      | Anderson Mesa        | LONEOS            |
| 452793 | 2006 GT47              | 9 d'abril de 2006      | Kitt Peak            | Spacewatch        |
| 452794 | 2006 HF21              | 20 d'abril de 2006     | Kitt Peak            | Spacewatch        |
| 452795 | 2006 HW23              | 2 d'abril de 2006      | Kitt Peak            | Spacewatch        |
| 452796 | 2006 HO30              | 25 de febrer de 2006   | Catalina             | CSS               |
| 452797 | 2006 HC56              | 24 d'abril de 2006     | Anderson Mesa        | LONEOS            |
| 452798 | 2006 HU111             | 30 d'abril de 2006     | Catalina             | CSS               |
| 452799 | 2006 HP113             | 25 d'abril de 2006     | Kitt Peak            | Spacewatch        |
| 452800 | 2006 JR5               | 3 de maig de 2006      | Mount Lemmon         | Mt. Lemmon Survey |

## 452801–452900
| Nom    | Designació provisional | Data de descobriment   | Lloc de descobriment | Descobridor/s        |
| ------ | ---------------------- | ---------------------- | -------------------- | -------------------- |
| 452801 | 2006 JR53              | 26 d'abril de 2006     | Mount Lemmon         | Mt. Lemmon Survey    |
| 452802 | 2006 JE56              | 2 d'abril de 2006      | Anderson Mesa        | LONEOS               |
| 452803 | 2006 KE15              | 20 de maig de 2006     | Catalina             | CSS                  |
| 452804 | 2006 KY25              | 20 de maig de 2006     | Kitt Peak            | Spacewatch           |
| 452805 | 2006 KQ54              | 6 de maig de 2006      | Mount Lemmon         | Mt. Lemmon Survey    |
| 452806 | 2006 KE66              | 3 de maig de 2006      | Kitt Peak            | Spacewatch           |
| 452807 | 2006 KV89              | 28 de maig de 2006     | Socorro              | LINEAR               |
| 452808 | 2006 KL94              | 8 de maig de 2006      | Mount Lemmon         | Mt. Lemmon Survey    |
| 452809 | 2006 KC119             | 30 de maig de 2006     | Mount Lemmon         | Mt. Lemmon Survey    |
| 452810 | 2006 LE4               | 7 de juny de 2006      | Siding Spring        | Siding Spring Survey |
| 452811 | 2006 PO4               | 15 d'agost de 2006     | Hibiscus             | Hönig, S. F.         |
| 452812 | 2006 PD19              | 13 d'agost de 2006     | Palomar              | NEAT                 |
| 452813 | 2006 PA20              | 30 de juliol de 2006   | Siding Spring        | Siding Spring Survey |
| 452814 | 2006 PE23              | 12 d'agost de 2006     | Palomar              | NEAT                 |
| 452815 | 2006 PJ26              | 21 de juliol de 2006   | Catalina             | CSS                  |
| 452816 | 2006 PM27              | 13 d'agost de 2006     | Siding Spring        | Siding Spring Survey |
| 452817 | 2006 QB28              | 20 d'agost de 2006     | Palomar              | NEAT                 |
| 452818 | 2006 QU29              | 17 d'agost de 2006     | Palomar              | NEAT                 |
| 452819 | 2006 QN115             | 27 d'agost de 2006     | Anderson Mesa        | LONEOS               |
| 452820 | 2006 QA125             | 16 d'agost de 2006     | Palomar              | NEAT                 |
| 452821 | 2006 QA141             | 18 d'agost de 2006     | Palomar              | NEAT                 |
| 452822 | 2006 QR158             | 19 d'agost de 2006     | Kitt Peak            | Spacewatch           |
| 452823 | 2006 QH168             | 30 d'agost de 2006     | Anderson Mesa        | LONEOS               |
| 452824 | 2006 QM169             | 27 d'agost de 2006     | Anderson Mesa        | LONEOS               |
| 452825 | 2006 QE186             | 29 d'agost de 2006     | Anderson Mesa        | LONEOS               |
| 452826 | 2006 RF4               | 12 de setembre de 2006 | Catalina             | CSS                  |
| 452827 | 2006 RF28              | 14 de setembre de 2006 | Palomar              | NEAT                 |
| 452828 | 2006 RH44              | 14 de setembre de 2006 | Kitt Peak            | Spacewatch           |
| 452829 | 2006 RD54              | 14 de setembre de 2006 | Kitt Peak            | Spacewatch           |
| 452830 | 2006 RR58              | 15 de setembre de 2006 | Kitt Peak            | Spacewatch           |
| 452831 | 2006 RH62              | 29 d'agost de 2006     | Kitt Peak            | Spacewatch           |
| 452832 | 2006 RO77              | 15 de setembre de 2006 | Kitt Peak            | Spacewatch           |
| 452833 | 2006 RA79              | 15 de setembre de 2006 | Kitt Peak            | Spacewatch           |
| 452834 | 2006 RA82              | 15 de setembre de 2006 | Kitt Peak            | Spacewatch           |
| 452835 | 2006 RS91              | 15 de setembre de 2006 | Kitt Peak            | Spacewatch           |
| 452836 | 2006 RT99              | 12 de setembre de 2006 | Siding Spring        | Siding Spring Survey |
| 452837 | 2006 RW100             | 14 de setembre de 2006 | Catalina             | CSS                  |
| 452838 | 2006 SN16              | 17 de setembre de 2006 | Catalina             | CSS                  |
| 452839 | 2006 SZ22              | 17 de setembre de 2006 | Anderson Mesa        | LONEOS               |
| 452840 | 2006 SZ27              | 17 de setembre de 2006 | Kitt Peak            | Spacewatch           |
| 452841 | 2006 SU53              | 16 de setembre de 2006 | Catalina             | CSS                  |
| 452842 | 2006 SC60              | 18 de setembre de 2006 | Catalina             | CSS                  |
| 452843 | 2006 SU63              | 18 de setembre de 2006 | Catalina             | CSS                  |
| 452844 | 2006 SB66              | 19 de setembre de 2006 | Anderson Mesa        | LONEOS               |
| 452845 | 2006 SA69              | 19 de setembre de 2006 | Kitt Peak            | Spacewatch           |
| 452846 | 2006 SE79              | 17 de setembre de 2006 | Catalina             | CSS                  |
| 452847 | 2006 SN79              | 17 de setembre de 2006 | Catalina             | CSS                  |
| 452848 | 2006 SE116             | 24 de setembre de 2006 | Anderson Mesa        | LONEOS               |
| 452849 | 2006 SG140             | 22 de setembre de 2006 | Catalina             | CSS                  |
| 452850 | 2006 ST140             | 22 de setembre de 2006 | Anderson Mesa        | LONEOS               |
| 452851 | 2006 SV142             | 19 de setembre de 2006 | Kitt Peak            | Spacewatch           |
| 452852 | 2006 SE149             | 19 de setembre de 2006 | Kitt Peak            | Spacewatch           |
| 452853 | 2006 SE160             | 23 de setembre de 2006 | Kitt Peak            | Spacewatch           |
| 452854 | 2006 SP173             | 25 de setembre de 2006 | Kitt Peak            | Spacewatch           |
| 452855 | 2006 SJ202             | 17 de setembre de 2006 | Kitt Peak            | Spacewatch           |
| 452856 | 2006 SS204             | 17 de setembre de 2006 | Kitt Peak            | Spacewatch           |
| 452857 | 2006 SP213             | 28 d'agost de 2006     | Kitt Peak            | Spacewatch           |
| 452858 | 2006 SX213             | 27 de setembre de 2006 | Catalina             | CSS                  |
| 452859 | 2006 SW240             | 18 de setembre de 2006 | Kitt Peak            | Spacewatch           |
| 452860 | 2006 SX255             | 26 de setembre de 2006 | Kitt Peak            | Spacewatch           |
| 452861 | 2006 SP256             | 15 de setembre de 2006 | Kitt Peak            | Spacewatch           |
| 452862 | 2006 SU276             | 15 de setembre de 2006 | Kitt Peak            | Spacewatch           |
| 452863 | 2006 SQ279             | 28 de setembre de 2006 | Catalina             | CSS                  |
| 452864 | 2006 SN285             | 25 de setembre de 2006 | Kitt Peak            | Spacewatch           |
| 452865 | 2006 SB292             | 27 de setembre de 2006 | Catalina             | CSS                  |
| 452866 | 2006 SH301             | 26 de setembre de 2006 | Mount Lemmon         | Mt. Lemmon Survey    |
| 452867 | 2006 SY302             | 17 de setembre de 2006 | Catalina             | CSS                  |
| 452868 | 2006 SG310             | 27 de setembre de 2006 | Kitt Peak            | Spacewatch           |
| 452869 | 2006 SB312             | 17 de setembre de 2006 | Kitt Peak            | Spacewatch           |
| 452870 | 2006 SO313             | 27 de setembre de 2006 | Kitt Peak            | Spacewatch           |
| 452871 | 2006 SZ319             | 27 de setembre de 2006 | Kitt Peak            | Spacewatch           |
| 452872 | 2006 SF331             | 15 de setembre de 2006 | Kitt Peak            | Spacewatch           |
| 452873 | 2006 SW373             | 16 de setembre de 2006 | Apache Point         | Becker, A. C.        |
| 452874 | 2006 SX389             | 30 de setembre de 2006 | Apache Point         | Becker, A. C.        |
| 452875 | 2006 SE399             | 17 de setembre de 2006 | Kitt Peak            | Spacewatch           |
| 452876 | 2006 SZ402             | 26 de setembre de 2006 | Mount Lemmon         | Mt. Lemmon Survey    |
| 452877 | 2006 SC408             | 27 de setembre de 2006 | Mount Lemmon         | Mt. Lemmon Survey    |
| 452878 | 2006 TS5               | 2 d'octubre de 2006    | Mount Lemmon         | Mt. Lemmon Survey    |
| 452879 | 2006 TQ31              | 12 d'octubre de 2006   | Kitt Peak            | Spacewatch           |
| 452880 | 2006 TC34              | 12 d'octubre de 2006   | Palomar              | NEAT                 |
| 452881 | 2006 TO48              | 26 de setembre de 2006 | Mount Lemmon         | Mt. Lemmon Survey    |
| 452882 | 2006 TM53              | 12 d'octubre de 2006   | Kitt Peak            | Spacewatch           |
| 452883 | 2006 TA73              | 11 d'octubre de 2006   | Palomar              | NEAT                 |
| 452884 | 2006 TB89              | 13 d'octubre de 2006   | Kitt Peak            | Spacewatch           |
| 452885 | 2006 TA119             | 3 d'octubre de 2006    | Apache Point         | Becker, A. C.        |
| 452886 | 2006 TK123             | 15 d'octubre de 2006   | Kitt Peak            | Spacewatch           |
| 452887 | 2006 UG3               | 16 d'octubre de 2006   | Catalina             | CSS                  |
| 452888 | 2006 UR27              | 16 d'octubre de 2006   | Kitt Peak            | Spacewatch           |
| 452889 | 2006 UW41              | 16 d'octubre de 2006   | Kitt Peak            | Spacewatch           |
| 452890 | 2006 UY43              | 16 d'octubre de 2006   | Kitt Peak            | Spacewatch           |
| 452891 | 2006 US61              | 19 d'octubre de 2006   | Catalina             | CSS                  |
| 452892 | 2006 UB84              | 17 d'octubre de 2006   | Mount Lemmon         | Mt. Lemmon Survey    |
| 452893 | 2006 US85              | 17 d'octubre de 2006   | Kitt Peak            | Spacewatch           |
| 452894 | 2006 UU102             | 18 d'octubre de 2006   | Kitt Peak            | Spacewatch           |
| 452895 | 2006 UD109             | 18 d'octubre de 2006   | Kitt Peak            | Spacewatch           |
| 452896 | 2006 UL155             | 21 d'octubre de 2006   | Catalina             | CSS                  |
| 452897 | 2006 UZ187             | 19 d'octubre de 2006   | Catalina             | CSS                  |
| 452898 | 2006 UW190             | 19 d'octubre de 2006   | Catalina             | CSS                  |
| 452899 | 2006 UE194             | 20 d'octubre de 2006   | Kitt Peak            | Spacewatch           |
| 452900 | 2006 UF213             | 4 d'octubre de 2006    | Mount Lemmon         | Mt. Lemmon Survey    |

## 452901–453000
| Nom    | Designació provisional | Data de descobriment   | Lloc de descobriment | Descobridor/s     |
| ------ | ---------------------- | ---------------------- | -------------------- | ----------------- |
| 452901 | 2006 UE221             | 1 d'octubre de 2006    | Kitt Peak            | Spacewatch        |
| 452902 | 2006 UL227             | 20 d'octubre de 2006   | Palomar              | NEAT              |
| 452903 | 2006 UE259             | 25 de setembre de 2006 | Kitt Peak            | Spacewatch        |
| 452904 | 2006 UB281             | 26 de setembre de 2006 | Mount Lemmon         | Mt. Lemmon Survey |
| 452905 | 2006 UE335             | 16 d'octubre de 2006   | Kitt Peak            | Spacewatch        |
| 452906 | 2006 VK17              | 21 d'octubre de 2006   | Kitt Peak            | Spacewatch        |
| 452907 | 2006 VA18              | 9 de novembre de 2006  | Kitt Peak            | Spacewatch        |
| 452908 | 2006 VV33              | 11 de novembre de 2006 | Mount Lemmon         | Mt. Lemmon Survey |
| 452909 | 2006 VW34              | 22 d'octubre de 2006   | Kitt Peak            | Spacewatch        |
| 452910 | 2006 VJ37              | 23 d'octubre de 2006   | Catalina             | CSS               |
| 452911 | 2006 VN56              | 11 de novembre de 2006 | Kitt Peak            | Spacewatch        |
| 452912 | 2006 VB58              | 11 de novembre de 2006 | Kitt Peak            | Spacewatch        |
| 452913 | 2006 VQ65              | 11 de novembre de 2006 | Kitt Peak            | Spacewatch        |
| 452914 | 2006 VG72              | 11 de novembre de 2006 | Mount Lemmon         | Mt. Lemmon Survey |
| 452915 | 2006 VS76              | 12 de novembre de 2006 | Mount Lemmon         | Mt. Lemmon Survey |
| 452916 | 2006 VM83              | 25 de setembre de 2006 | Mount Lemmon         | Mt. Lemmon Survey |
| 452917 | 2006 VO115             | 14 de novembre de 2006 | Kitt Peak            | Spacewatch        |
| 452918 | 2006 VH118             | 14 de novembre de 2006 | Kitt Peak            | Spacewatch        |
| 452919 | 2006 VF136             | 15 de novembre de 2006 | Kitt Peak            | Spacewatch        |
| 452920 | 2006 VA145             | 15 de novembre de 2006 | Catalina             | CSS               |
| 452921 | 2006 VG148             | 22 d'octubre de 2006   | Mount Lemmon         | Mt. Lemmon Survey |
| 452922 | 2006 VM148             | 15 de novembre de 2006 | Mount Lemmon         | Mt. Lemmon Survey |
| 452923 | 2006 VU148             | 13 de novembre de 2006 | Catalina             | CSS               |
| 452924 | 2006 VJ173             | 11 de novembre de 2006 | Kitt Peak            | Spacewatch        |
| 452925 | 2006 WK39              | 16 de novembre de 2006 | Kitt Peak            | Spacewatch        |
| 452926 | 2006 WD47              | 16 de novembre de 2006 | Kitt Peak            | Spacewatch        |
| 452927 | 2006 WX57              | 11 de novembre de 2006 | Kitt Peak            | Spacewatch        |
| 452928 | 2006 WQ73              | 21 d'octubre de 2006   | Kitt Peak            | Spacewatch        |
| 452929 | 2006 WK83              | 23 d'octubre de 2006   | Mount Lemmon         | Mt. Lemmon Survey |
| 452930 | 2006 WB87              | 18 de novembre de 2006 | Socorro              | LINEAR            |
| 452931 | 2006 WM89              | 18 de novembre de 2006 | Kitt Peak            | Spacewatch        |
| 452932 | 2006 WM102             | 11 de novembre de 2006 | Kitt Peak            | Spacewatch        |
| 452933 | 2006 WG103             | 11 de novembre de 2006 | Kitt Peak            | Spacewatch        |
| 452934 | 2006 WM115             | 20 de novembre de 2006 | Socorro              | LINEAR            |
| 452935 | 2006 WQ138             | 22 d'octubre de 2006   | Catalina             | CSS               |
| 452936 | 2006 WY143             | 13 d'octubre de 2006   | Mount Lemmon         | Mt. Lemmon Survey |
| 452937 | 2006 WN178             | 24 de novembre de 2006 | Kitt Peak            | Spacewatch        |
| 452938 | 2006 WB195             | 29 de novembre de 2006 | Socorro              | LINEAR            |
| 452939 | 2006 XH6               | 8 de desembre de 2006  | Palomar              | NEAT              |
| 452940 | 2006 XQ10              | 9 de desembre de 2006  | Kitt Peak            | Spacewatch        |
| 452941 | 2006 XT11              | 10 de desembre de 2006 | Kitt Peak            | Spacewatch        |
| 452942 | 2006 XU24              | 17 d'octubre de 2006   | Mount Lemmon         | Mt. Lemmon Survey |
| 452943 | 2006 XA30              | 13 de desembre de 2006 | Mount Lemmon         | Mt. Lemmon Survey |
| 452944 | 2006 XY33              | 11 de desembre de 2006 | Kitt Peak            | Spacewatch        |
| 452945 | 2006 XF40              | 23 de novembre de 2006 | Kitt Peak            | Spacewatch        |
| 452946 | 2006 XU45              | 27 de novembre de 2006 | Socorro              | LINEAR            |
| 452947 | 2006 XG47              | 27 de novembre de 2006 | Kitt Peak            | Spacewatch        |
| 452948 | 2006 XZ48              | 13 de desembre de 2006 | Socorro              | LINEAR            |
| 452949 | 2006 XM54              | 11 de desembre de 2006 | Kitt Peak            | Spacewatch        |
| 452950 | 2006 XX72              | 13 de desembre de 2006 | Mount Lemmon         | Mt. Lemmon Survey |
| 452951 | 2006 XG73              | 15 de desembre de 2006 | Kitt Peak            | Spacewatch        |
| 452952 | 2007 AC                | 6 de gener de 2007     | Pla D'Arguines       | Ferrando, R.      |
| 452953 | 2007 AY                | 25 de novembre de 2006 | Mount Lemmon         | Mt. Lemmon Survey |
| 452954 | 2007 AZ6               | 13 de desembre de 2006 | Kitt Peak            | Spacewatch        |
| 452955 | 2007 AZ16              | 15 de gener de 2007    | Catalina             | CSS               |
| 452956 | 2007 AP17              | 15 de gener de 2007    | Anderson Mesa        | LONEOS            |
| 452957 | 2007 BN6               | 26 de desembre de 2006 | Kitt Peak            | Spacewatch        |
| 452958 | 2007 BJ33              | 24 de gener de 2007    | Mount Lemmon         | Mt. Lemmon Survey |
| 452959 | 2007 BD44              | 27 de novembre de 2006 | Mount Lemmon         | Mt. Lemmon Survey |
| 452960 | 2007 BO76              | 17 de gener de 2007    | Kitt Peak            | Spacewatch        |
| 452961 | 2007 CN6               | 24 de desembre de 2006 | Kitt Peak            | Spacewatch        |
| 452962 | 2007 CR43              | 8 de febrer de 2007    | Kitt Peak            | Spacewatch        |
| 452963 | 2007 CR60              | 25 de novembre de 2006 | Mount Lemmon         | Mt. Lemmon Survey |
| 452964 | 2007 CT62              | 1 de novembre de 2006  | Mount Lemmon         | Mt. Lemmon Survey |
| 452965 | 2007 CB72              | 14 de febrer de 2007   | Mauna Kea            | Mauna Kea         |
| 452966 | 2007 DB25              | 17 de febrer de 2007   | Kitt Peak            | Spacewatch        |
| 452967 | 2007 DM28              | 17 de febrer de 2007   | Kitt Peak            | Spacewatch        |
| 452968 | 2007 DA47              | 21 de febrer de 2007   | Socorro              | LINEAR            |
| 452969 | 2007 DJ47              | 13 de febrer de 2007   | Socorro              | LINEAR            |
| 452970 | 2007 DU71              | 21 de febrer de 2007   | Kitt Peak            | Spacewatch        |
| 452971 | 2007 DG89              | 9 de febrer de 2007    | Kitt Peak            | Spacewatch        |
| 452972 | 2007 DF116             | 16 de febrer de 2007   | Catalina             | CSS               |
| 452973 | 2007 EW14              | 9 de març de 2007      | Mount Lemmon         | Mt. Lemmon Survey |
| 452974 | 2007 EH15              | 21 de febrer de 2007   | Mount Lemmon         | Mt. Lemmon Survey |
| 452975 | 2007 EG64              | 10 de març de 2007     | Mount Lemmon         | Mt. Lemmon Survey |
| 452976 | 2007 ES131             | 9 de març de 2007      | Mount Lemmon         | Mt. Lemmon Survey |
| 452977 | 2007 EW152             | 12 de març de 2007     | Mount Lemmon         | Mt. Lemmon Survey |
| 452978 | 2007 ED175             | 14 de març de 2007     | Kitt Peak            | Spacewatch        |
| 452979 | 2007 EF175             | 14 de març de 2007     | Kitt Peak            | Spacewatch        |
| 452980 | 2007 EM175             | 14 de març de 2007     | Kitt Peak            | Spacewatch        |
| 452981 | 2007 EW220             | 13 de març de 2007     | Kitt Peak            | Spacewatch        |
| 452982 | 2007 ES223             | 11 de març de 2007     | Catalina             | CSS               |
| 452983 | 2007 FY10              | 16 de març de 2007     | Kitt Peak            | Spacewatch        |
| 452984 | 2007 FQ19              | 20 de març de 2007     | Mount Lemmon         | Mt. Lemmon Survey |
| 452985 | 2007 FZ31              | 15 de març de 2007     | Kitt Peak            | Spacewatch        |
| 452986 | 2007 FH50              | 25 de març de 2007     | Mount Lemmon         | Mt. Lemmon Survey |
| 452987 | 2007 GE1               | 6 d'abril de 2007      | Bergisch Gladbach    | Bickel, W.        |
| 452988 | 2007 GQ17              | 11 d'abril de 2007     | Kitt Peak            | Spacewatch        |
| 452989 | 2007 GE18              | 11 d'abril de 2007     | Kitt Peak            | Spacewatch        |
| 452990 | 2007 GF40              | 14 d'abril de 2007     | Kitt Peak            | Spacewatch        |
| 452991 | 2007 GE51              | 15 d'abril de 2007     | Kitt Peak            | Spacewatch        |
| 452992 | 2007 GK65              | 15 d'abril de 2007     | Kitt Peak            | Spacewatch        |
| 452993 | 2007 GJ73              | 15 d'abril de 2007     | Catalina             | CSS               |
| 452994 | 2007 GS73              | 26 de març de 2007     | Catalina             | CSS               |
| 452995 | 2007 HZ11              | 18 d'abril de 2007     | Mount Lemmon         | Mt. Lemmon Survey |
| 452996 | 2007 HD60              | 16 de març de 2007     | Mount Lemmon         | Mt. Lemmon Survey |
| 452997 | 2007 HD61              | 29 d'octubre de 2005   | Kitt Peak            | Spacewatch        |
| 452998 | 2007 HN68              | 16 de març de 2007     | Kitt Peak            | Spacewatch        |
| 452999 | 2007 HG88              | 19 d'abril de 2007     | Mount Lemmon         | Mt. Lemmon Survey |
| 453000 | 2007 HW94              | 18 d'abril de 2007     | Kitt Peak            | Spacewatch        |